# Trento osztály
A Trento osztály egységei, a Regia Nave Trento és az RN Trieste voltak az olasz Regia Marina (Királyi Haditengerészet) első nehézcirkáló (incrociatore pesante) típusú hadihajói. Neveiket az I. világháború után az Osztrák–Magyar Monarchiától Olaszországhoz csatolt városokról kapták. Építésük 1925-ben vette kezdetét. Névlegesen megfeleltek a washingtoni haditengerészeti szerződés korlátozó előírásainak. A tesztek során elért 35.65 csomós sebességükkel gyors, nyolc darab 203 mm-es L/50 Ansaldo Model 1924 típusú ágyúból álló fő tüzérségükkel átlagos fegyverzetű, de csak gyengén páncélozott nehézcirkálóknak számítottak.
A két világháború közötti időszakban a két egység egy cirkálórajban szolgált, felváltva töltve be a zászlóshajó szerepét. A Trento két hosszabb külföldi utat tett, először 1929-ben dél-amerikai országokba látogatott, majd az olasz érdekek védelmére az ottani polgárháború miatt Kínába helyezték. 1938-ban a Trieste a spanyol polgárháborúból hazatérő olasz önkéntesek szállítását fedezte. Mindkét egység aktív szerepet játszott a második világháborúban. Részt vettek a calabriai, Spartivento-foki és a Matapan-foki tengeri csatákban. A Trieste brit tengeralattjáró támadásától sérült 1941 novemberében, így az első és második szurti csatában nem harcolhatott. Az utóbbiban a Trento megrongált egy brit rombolót. A Trento egy brit torpedóvető repülőgép és egy tengeralattjáró közös akciójának áldozataként süllyedt el 1942. június 15-én súlyos emberveszteséggel. A Trieste 1943. április 10-én amerikai B–24 Liberator nehézbombázók légitámadásának következtében pusztult el a szardíniai La Maddalena kikötőjében. 1950-ben kezdődtek a mentési munkálatai, miután megállapítást nyert, hogy hajtóműveit az üzemanyagtartályaiból kiömlő olaj konzerválta. A hajót a spanyol haditengerészet vásárolta meg, mely könnyű repülőgép-hordozóvá való átépítését tervezte. 1956-ban a spanyolok a növekvő költségek miatt elvetették az elképzelést, így a Trieste 1959-ben bontásra került.

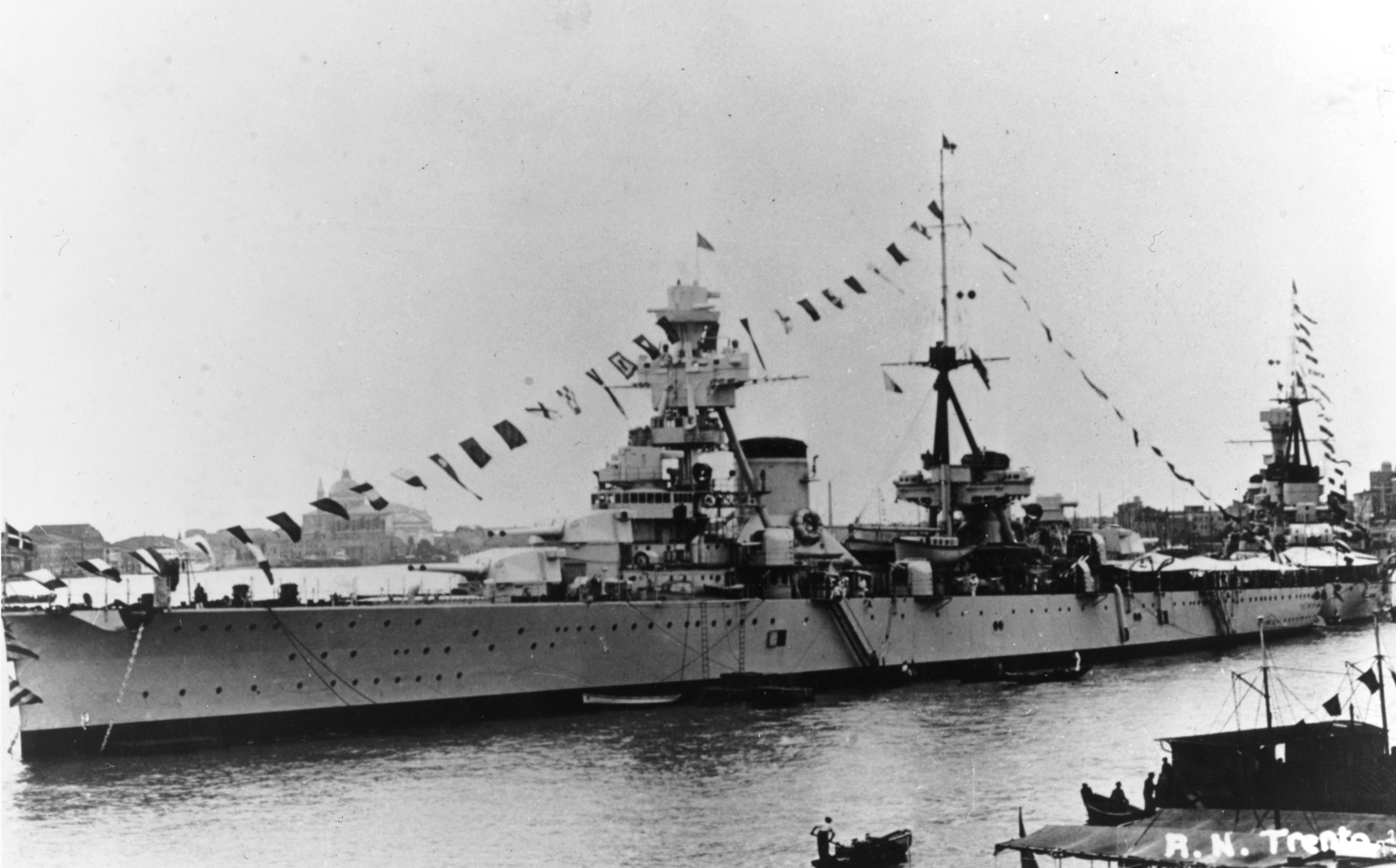
Az osztály névadója, a Trento olasz nehézcirkáló valamikor 1930 és 1939 között.
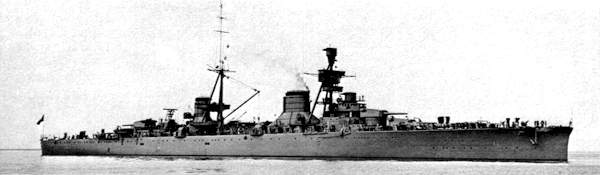
A Trento osztályú Trieste olasz nehézcirkáló.
A Trento és a Trieste olasz nehézcirkálók az 1930-as években.
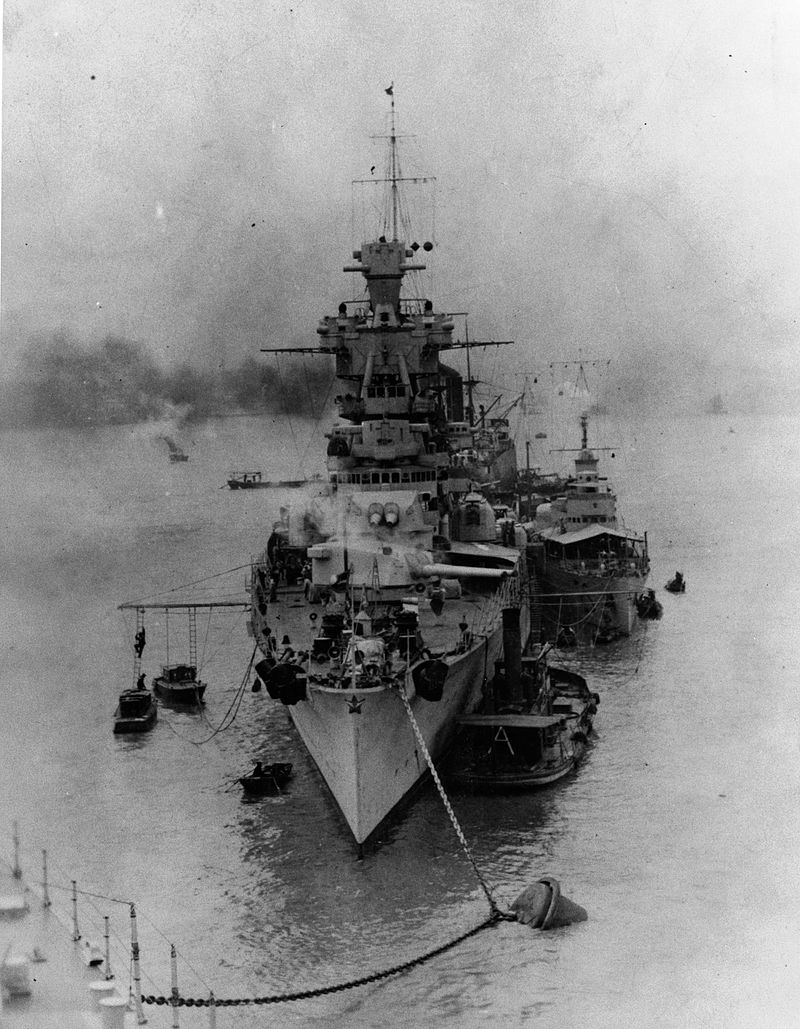
A Trento olasz nehézcirkáló 1932-ben, Sanghajban, ahol az olasz érdekek védelme érdekében állomásozott a kínai polgárháború során.
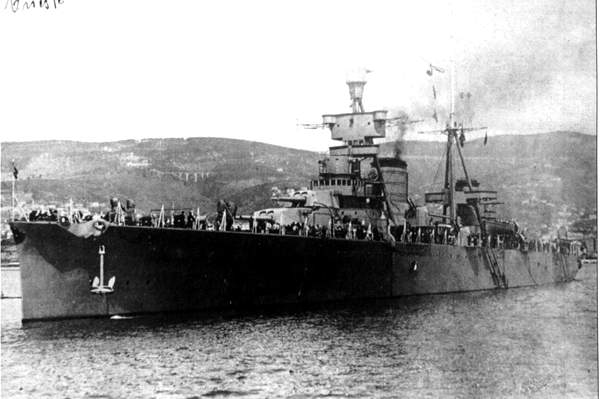
A Trieste olasz nehézcirkáló pályafutása elején.

## Dizájn
Az 1920-as évek elején a Regia Marina egy, a washingtoni haditengerészeti egyezménynek, mely 10 000 tonnában és 203 mm-es fegyverzetben határozta meg a cirkálók maximális paramétereit, megfelelő hajó tervezésébe fogott. A Trento osztály terveit Filippo Bonfiglietti készítette 1923-ban. 1924-ben a francia haditengerészet megkezdte a két Duquesne osztályú nehézcirkálója, a Duquesne és a Tourville építését. A Regia Marina válaszul a francia kihívásra megrendelte az Odero-Terni-Orlando (OTO) és a Stabilimento Tecnico Triestino (STT) hajógyáraktól a Trento és a Trieste nevű egységeket. Eredetileg könnyűcirkálóknak minősítették őket, csak később sorolták át hivatalosan a nehézcirkáló kategóriába. Az osztály koncepciója a nagy sebesség elérésére helyezte a fő hangsúlyt, ennek érdekében, hogy tartsák a 10 000 tonnás korlátozást, az erős páncélvédelemről le kellett mondani. A hajók kis szélessége is a sebesség fokozását szolgálta, viszont rontotta stabilitásukat. A karcsú hajótest, nagy sebesség, gyenge páncélzat az olasz cirkálótípusok jellemzője volt az 1920-as, 1930-as években. A kor követelményeinek megfelelő, erős vértezetet csak a négy Zara osztályú nehézcirkáló, valamint a Luigi di Savoia Duca degli Abruzzi és a Giuseppe Garibaldi nagy méretű könnyűcirkálók kaptak.
Miközben a Trento osztály építése már zajlott, a Regia Marina vezetésében súlyos kétségek merültek fel gyenge páncélzatuk miatt e hajók valós harcértékét illetően. Ennek eredményeként az olasz haditengerészet következő nehézcirkáló típusa, a Zara osztály esetében egy jóval kiegyensúlyozottabb dizájn mellett döntött, igen erős páncélvédelemmel. A könnyű szerkezetű Trento és Trieste képezte az Argentína számára Olaszországban, az Odero-Terni-Orlandónál épített két Veinticinco de Mayo osztályú egység, az ARA Veinticinco de Mayo és az ARA Almirante Brown alapját. Az argentín hajók a Trento típus lekicsinyített változatai voltak, még vékonyabb páncélzattal, 6 db (3 x 2) 190 mm L/52 ágyúból álló fő fegyverzettel. Az utolsóként megépült, 1933-ban szolgálatba állt olasz nehézcirkáló, a Bolzano visszatérést jelentett a Trento osztály nagy sebesség, gyenge páncélzat koncepciójához. A Bolzano ugyan sok mindenben különbözött tőlük, a szakirodalomban a közös jellemzőik és a hasonlóságok miatt néha mégis a Trento osztály tagjának, vagy féltestvérének tekintik.

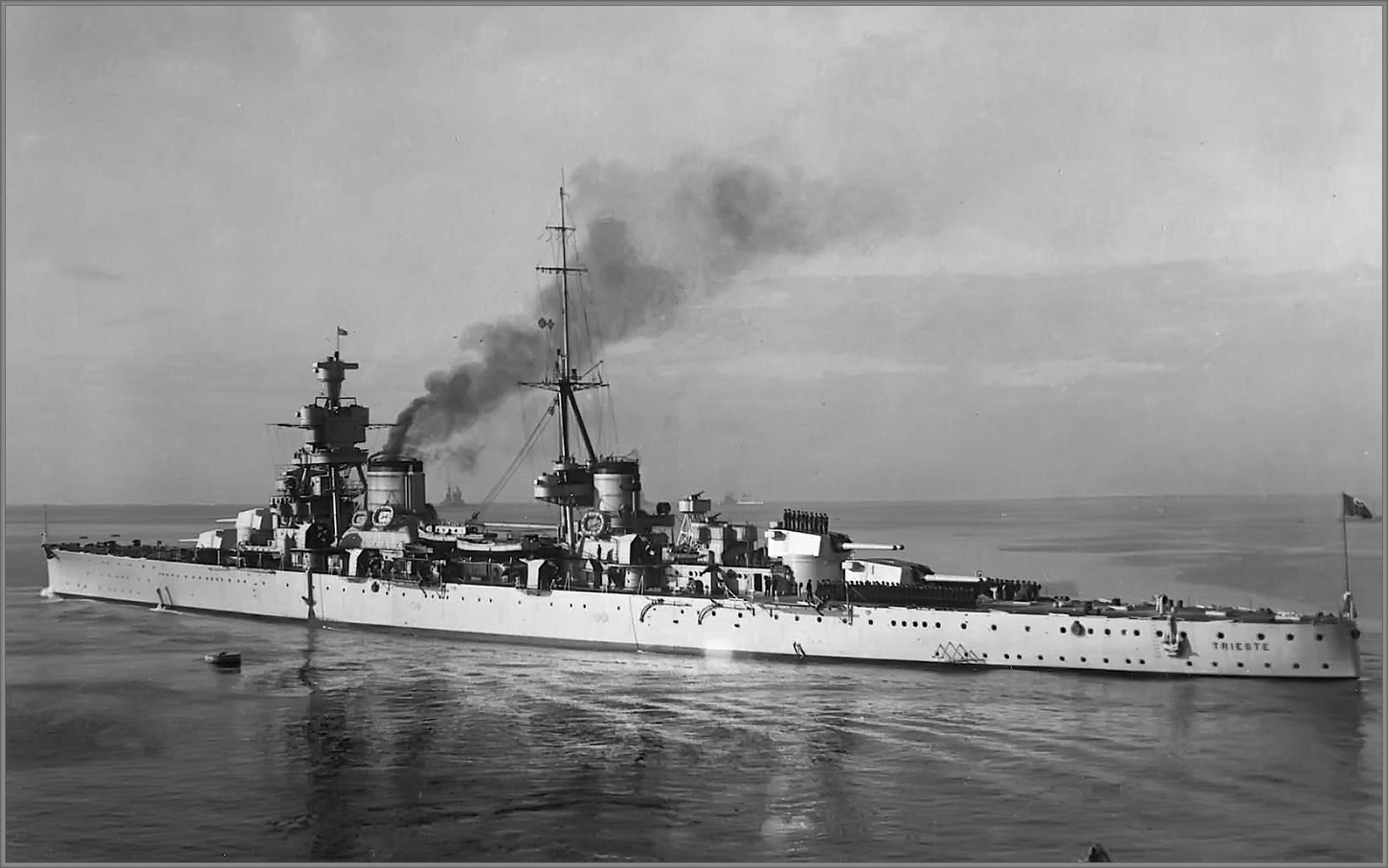
A Trento osztályú Trieste olasz nehézcirkáló a II. világháború kitörése előtt.
A Duquesne osztályú francia Duquesne nehézcirkáló. A Trento osztály erre a francia típusra adott válaszként született meg.
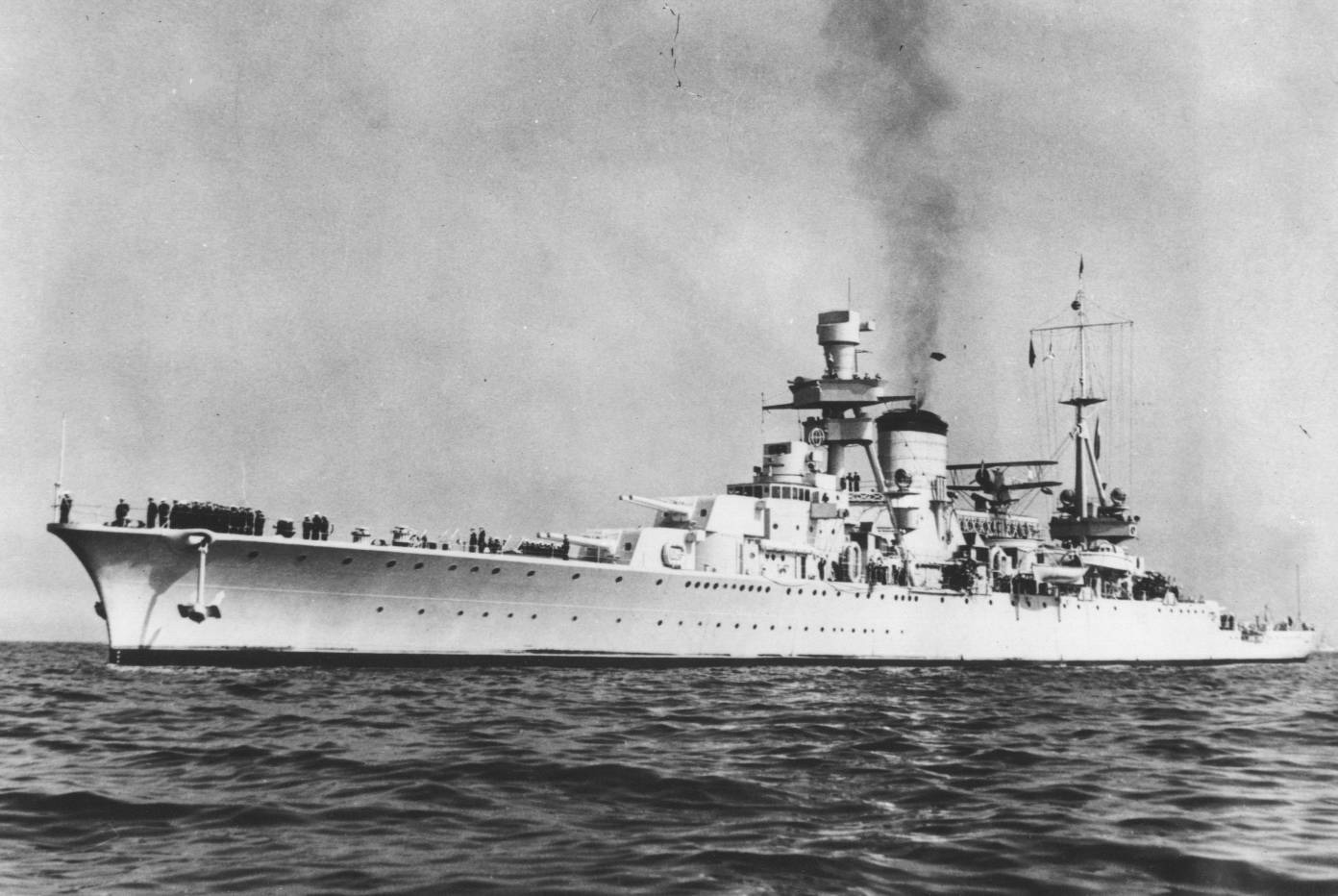
A Veinticinco de Mayo osztályú ARA Veinticinco de Mayo argentin nehézcirkáló. A típus a Trento osztály kicsinyített exportváltozata.
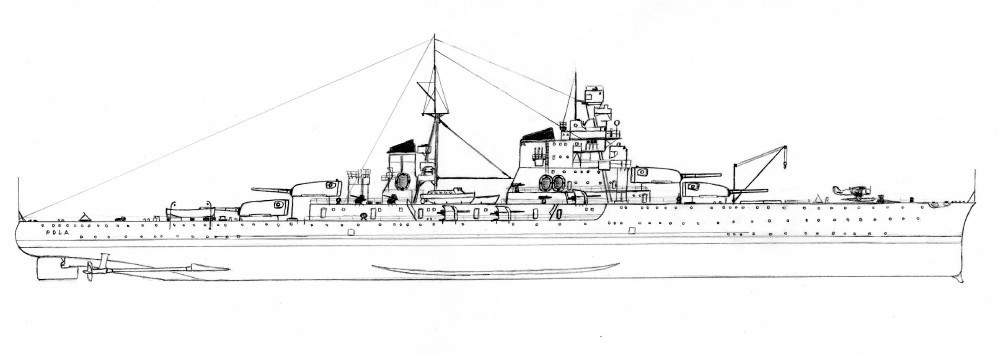
A Trento osztály utóda a négy Zara osztályú nehézcirkáló, ezek erős páncélzatú, kiegyensúlyozott egységek, az elődnél jóval nagyobb harcértéket képviseltek. A rajzon a Pola látható.
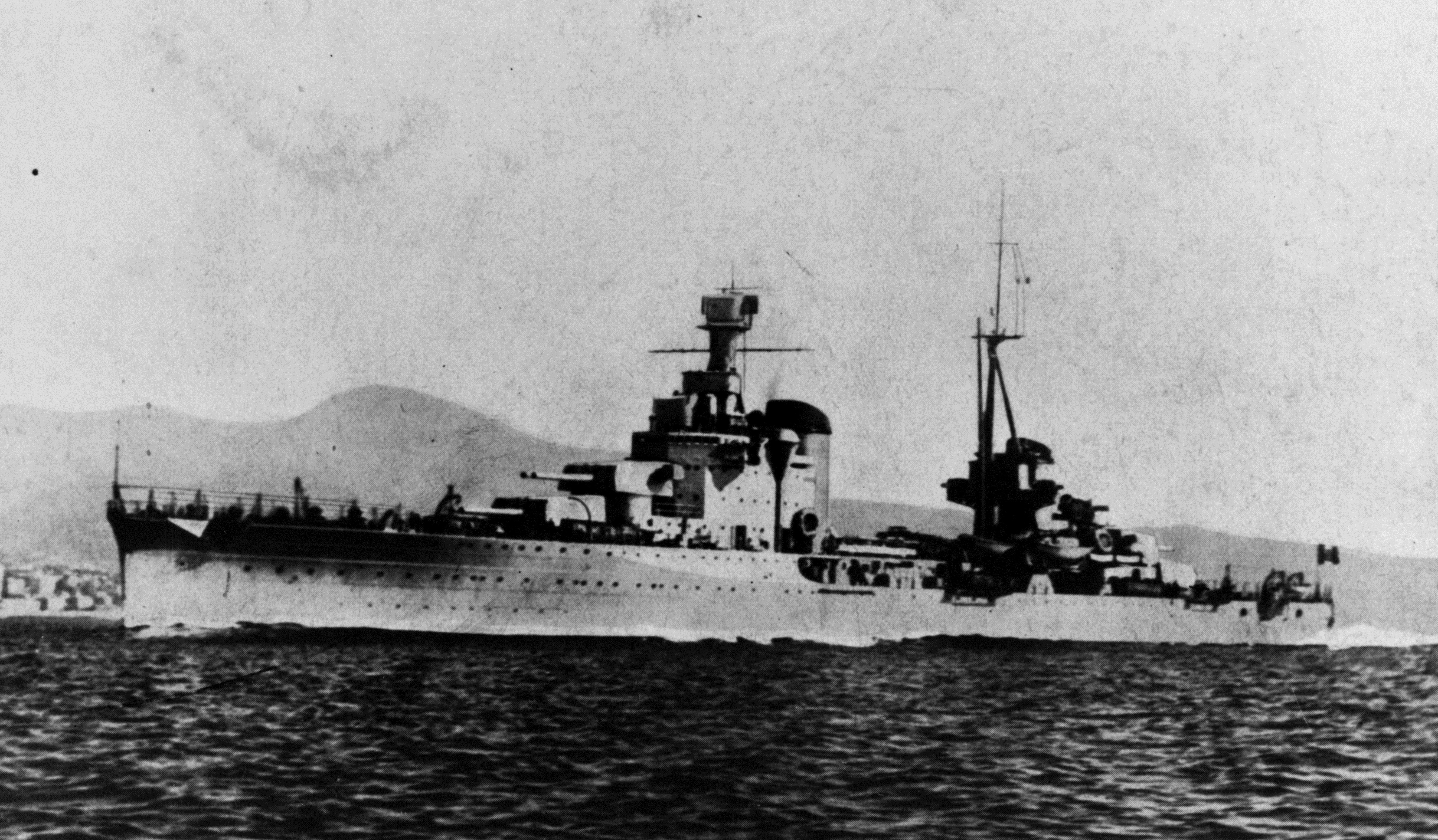
A Bolzano olasz nehézcirkáló, a Trento osztály továbbfejlesztett változata, hasonlóan könnyebb páncélzattal.

### Általános jellemzők
A Trento osztály egységeinek maximális hossza 196.96 m, szélességük 20.6 m, merülésük 6.8 m. Sztenderd vízkiszorításuk 10 344 t (Trento), illetve 10 339 t (Trieste), maximális vízkiszorításuk 13 334 t/13 326 t. Hivatalosan sztenderd vízkiszorításuk nem haladta meg a 10 000 tonnát, így névleg megfeleltek a washingtoni flottaegyezmény előírásainak. A hajótest egyenes fedélzettel és az olasz hadihajók közül elsőként gömbölyded hajóorral rendelkezett. A hajók eredetileg két háromlábú árboccal épültek, de a tesztek során fellépett vibráció miatt az előárbocot két extra lábbal erősítették meg. Legénységük 723 tisztből és matrózból állt, a II. világháború alatt számuk 781 főre nőtt.
Eredetileg két darab IMAM Ro. 43 repülőgépet hordoztak légi felderítési feladatok ellátására, a hangár a parancsnoki torony aljában kapott helyet, a katapultot a hajóorr középvonalára építették. A Trento osztály hajtóművét négy Parsons gőzturbina alkotta, 12 olajtüzelésű Yarrow kazánnal, melyek füstelvezetését két, a hajó közepén álló kémény szolgálta ki. A kazánok négyesével három kazánteremben csoportosultak. A hajtómű teljesítménye 150 000 LE (110 000 kW). A Trieste próbaútján 35,65 csomó (66,02 km/h) elérésére volt képes, a Trento valamivel kevesebbre. Ezeket a teszteket ugyanakkor messze nem teljes terhelésű hajótesttel folytatták, így a valós körülmények között az egységek sebessége nem haladta meg a 31 csomót (57 km/h). Üzemanyagtartályaik tárolókapacitása 2214 tonna fűtőolaj, ezzel 4160 tengeri mérföldes (7700 km) hatósugarat érhettek el 16 csomós (30 km/h) sebesség mellett. 1940 év eleji felújításuk során kéményeiket sapkákkal látták el, hogy e módon javítva a füstelvezetést elkerüljék, hogy zavarja az árbocok megfigyelő és tűzvezetőállásainak munkáját.

### Fegyverzet

#### Fő fegyverzet
A Trento osztály fő fegyverzetét nyolc darab Ansaldo 203 mm L/50 Model 1924 típusú ágyú alkotta, négy kétlöveges toronyba beépítve. Az ágyúk egy tornyon belül csak egyszerre voltak irányozhatóak, külön-külön nem.
A tornyok kettesével, a hajó elején és tatján két szinten helyezkedtek el, maximális kilövést lehetővé tevő, szupertüzelő elrendezésben. A csőemelkedés 45°, a maximális lőtávolság 27 000 méter, a tűzgyorsaság három lövés percenként. A töltésük 15° csőemelkedésnél történt. A tornyokat, melyek belülről igen szűknek bizonyultak, elektromos árammal működtették, beleértve a lövegek irányzását és a lőszerszállító berendezést is. Az ágyúk kedvezőtlen tulajdonsága lövedékeik nagy szórása volt, hasonlóan a korszak többi olasz lövegéhez. Eredetileg 125.3 kg tömegű lövedéket tüzeltek 905 m/s kezdősebességgel, de a lövedék tömegét 118 kg-ra csökkentették 840 m/s kezdősebesség mellett, hogy csökkentsék a szórást, az erőfeszítés azonban sikertelen maradt. A probléma, a lövedékek nagy szórása nagyrészt az olasz lőszergyártók alacsony minőség-ellenőrzési színvonalának volt köszönhető, melyek nem tudtak megfelelő kvalitású lövedékeket előállítani. A lövedékek kedvezőtlen szórásához nagy mértékben hozzájárult, hogy egy tornyon belül az ágyúk közös lövegtalpra, egymáshoz túl közel lettek beépítve, így társuktól függetlenül nem voltak irányozhatóak, az egyszerre kilőtt lövedékek röppályájukon a cél felé tartva zavarták egymást, hozzájárulva a problémához. A központi tűzvezetést egy pár brit gyártmányú Barr & Stroud 5 méter bázistávolságú sztereoszkopikus távmérő szolgáltatta. A Trento osztály 203 mm-es ágyúihoz háromféle lövedéket használtak, kétféle páncéltörő típust, a korai 125.3 kg tömegűt, s a későbbi, könnyebb 118 kg-os változatot. Repeszromboló lőszerből egy 110.57 kg-os állt rendelkezésre. A páncéltörő lövedék 84.7 cm hosszúságú, a külön zsákba varrt lőportöltete pedig 47.3 kg. A lőszerkiszabat: 216 db / ágyúcső.

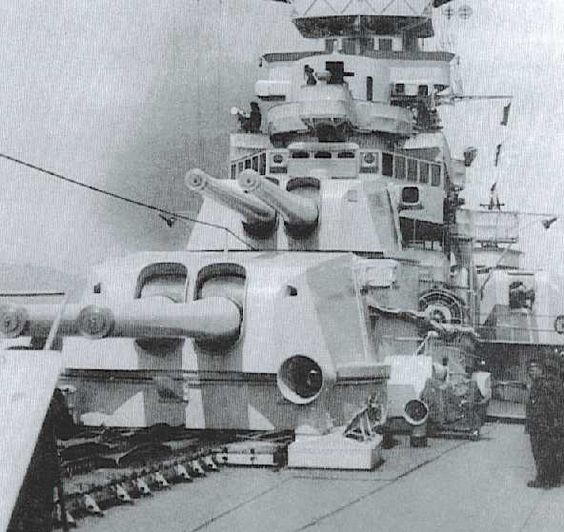
A Trieste olasz nehézcirkáló első lövegtornyai.
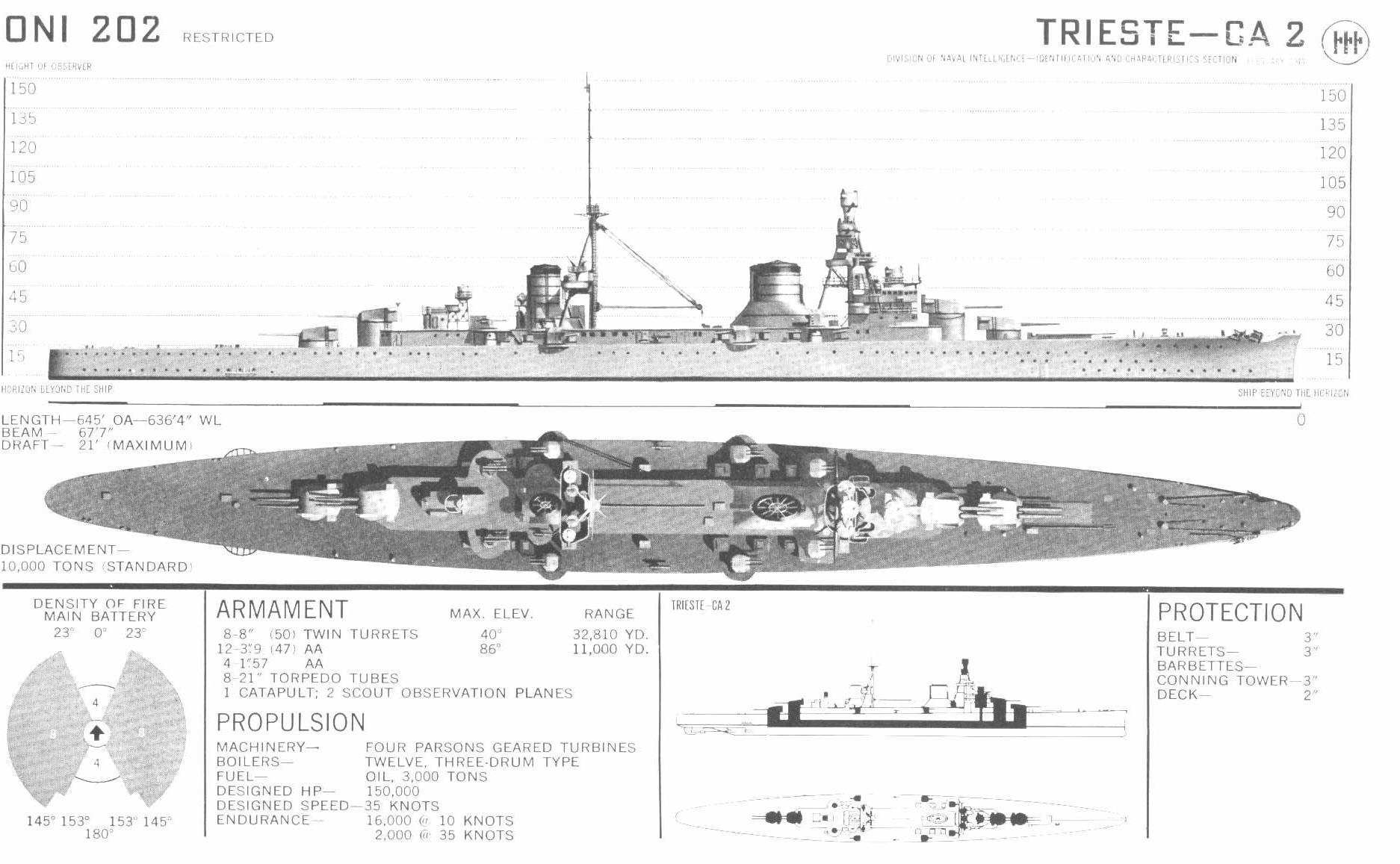
A Trieste olasz nehézcirkáló azonosító rajza az amerikai haditengerészeti hírszerzés (Office of Naval Intelligence – ONI) típuskönyvéből.

#### Másodlagos fegyverzet
A hajók légvédelmét 16 db (8 x 2) 100 mm L/47 OTO Mod 1924 ágyú, négy (4 x 1) Vickers-Terni 40 mm L/39 gépágyú és négy 12.7 mm géppuska szolgáltatta pályafutásuk elején. A 100 mm-es lövegek az osztrák-magyar Škoda 1910-es ágyújának a másolatai voltak, melyeket újonnan tervezett kettős rendeltetésű, 85° csőemelkedést lehetővé tevő lövegtalpra szereltek, 15 240 m maximális lőtávolsággal. Az egységek 8 db (4 x 2) fedélzeten elhelyezett 533 mm-es torpedóvetőcsővel is rendelkeztek. A másodlagos fegyverzetüket többször módosították. Mindkét egység 100 mm-es lövegeit a típus korszerűbb, Mod 1931-es változatára cserélték át. 1937-1938-ban a két leghátsó 100 mm-es ágyúpárt eltávolították a négy 12.7 mm-es géppuskával együtt. A helyükre nyolc 37 mm L/54 Breda M1932 gépágyú, és nyolc 13.2 mm Breda M1931 géppuska került, mindegyik kétcsövű platformon. 1942-ben a Trento négy (4 x 1) 20 mm L/65 Breda M1940 gépágyút kapott, 1942-ben a Trieste is el lett látva ezekkel.

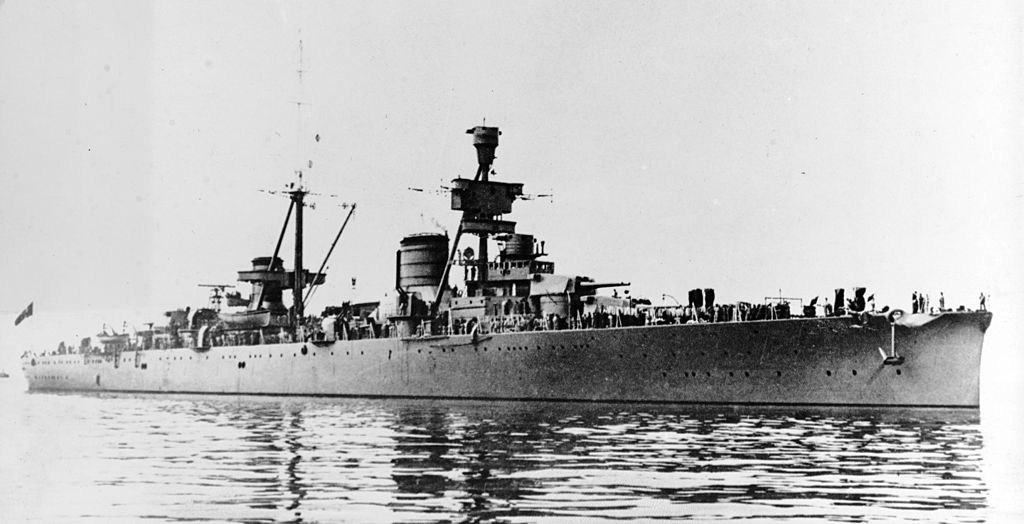
A Trento osztályú Trieste olasz nehézcirkáló.
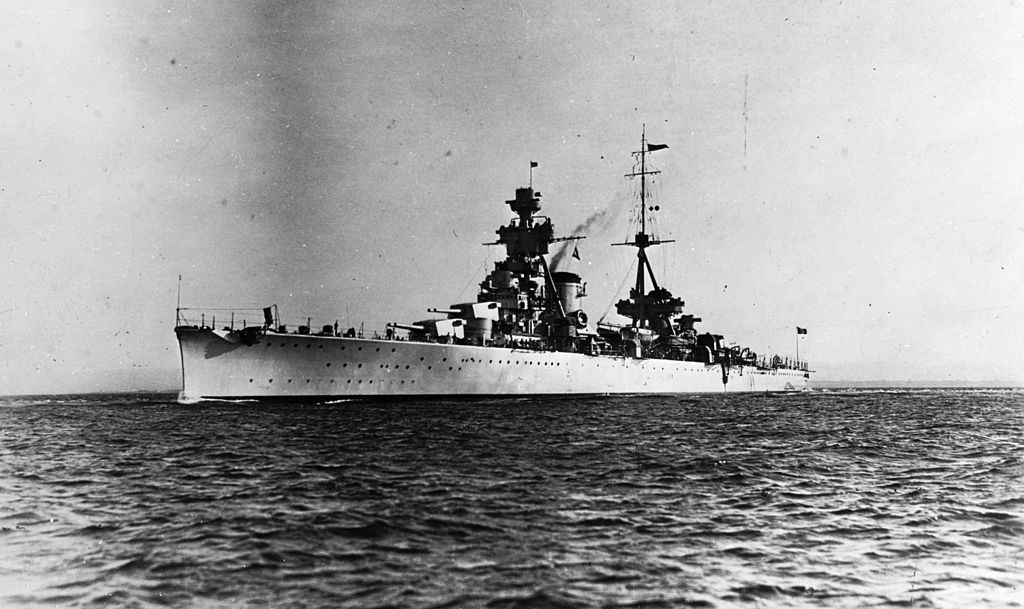
A Trieste olasz nehézcirkáló.
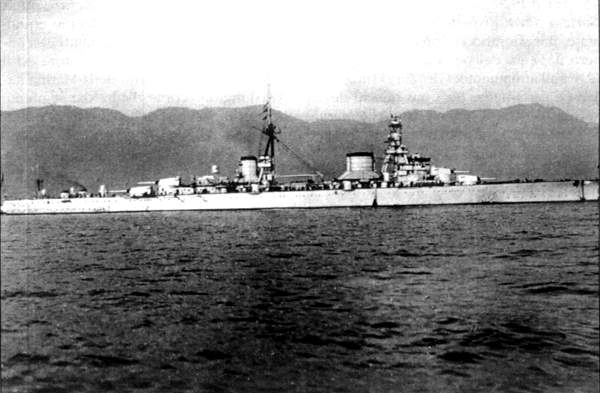
A Trieste olasz nehézcirkáló a II. világháború előtt.
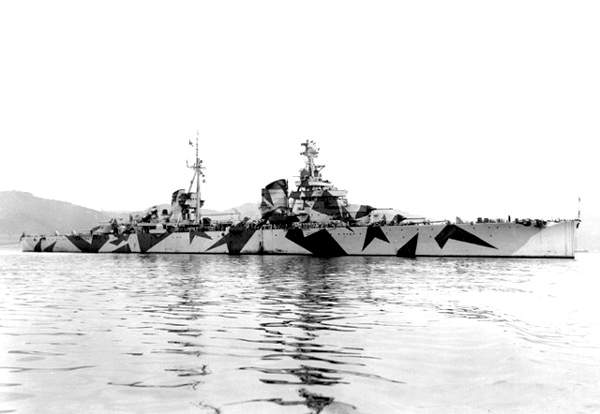
A Trieste olasz nehézcirkáló II. világháborús álcázófestéssel.

### Páncélzat
A páncélzat hasonlóan az első generációs brit, amerikai, francia és japán nehézcirkálókéhoz, korántsem volt megfelelő. A Trento osztály nem tekinthető ideális, kiegyensúlyozott hajótípusnak, mert a vértezete messze nem nyújtott kielégítő védelmet a saját fő fegyverzetét képező, 203 mm-es lövegek, de még a könnyűcirkálók 152 mm-es ágyúival szemben sem. Az övpáncél a 203 mm-es lövedékeknek csak nagy távolságról tudott ellenállni, a fedélzeti páncélzat pedig ezekkel szemben szintén korlátozottan volt hatásos. Igaz, a korai brit és francia nehézcirkálók még a Trento osztályénál is gyengébb vértezettel rendelkeztek.
A típus egységeinek fő védelmét a hajótest létfontosságú részeit, beleértve a gépházat és a lőszerkamrákat is oltalmazó központi páncélozott citadella alkotta. A hajó oldalát védő 70 mm vastagságú övpáncél 8 méterrel az elülső lövegtorony előtt kezdődött, és 5 méterrel a hátsó torony mögött ért véget. Ezt elől és hátulról keresztválaszfalak zárták le, ezek felső részükön 60 mm, alsó részükön elől 50 mm, hátul 40 mm vastagságúak voltak, létrehozva a központi citadellát. Ezen feküdt a páncélfedélzet, ennek fő része 50 mm, hátsó része 20 mm, az övpáncélra lehajló lehajló oldalain pedig 30 mm-es, de a hajók elején nem terjedt túl a citadellán. A lövegtornyok homlokpáncélja 100 mm, barbettáik a páncélfedélzet fölött 70 mm, ez alatt 60 mm erősségűek. A parancsnoki torony harcálláspontja oldalain 100 mm, tetején 50 mm vértezetet kapott, a tűzvezető állás oldalai 80 mm, teteje 60 mm páncélzattal lett ellátva.

### A Trento osztály összehasonlítása az egyes olasz építésű nehézcirkáló és nagy méretű könnyűcirkáló típusokkal
|                                            | Trento osztály (2 egység)                                    | Veinticinco de Mayo osztály (2 egység)                       | Zara osztály (4 egység)            | Bolzano                                                     | Emanuele Filiberto Duca d`Aosta osztály (2 egység)         | Luigi di Savoia Duca degli Abruzzi osztály (2 egység)     |
| ------------------------------------------ | ------------------------------------------------------------ | ------------------------------------------------------------ | ---------------------------------- | ----------------------------------------------------------- | ---------------------------------------------------------- | --------------------------------------------------------- |
| 1.) Típus:                                 | nehézcirkáló                                                 | nehézcirkáló                                                 | nehézcirkáló                       | nehézcirkáló                                                | könnyűcirkáló                                              | könnyűcirkáló                                             |
| 2.) Vízkiszorítás: (sztenderd/maximális):  | 10 344 / 13 334 t                                            | 6800 / 9000 t                                                | 11 712 / 14 330 t                  | 10 890 / 13 665 t                                           | 8317 / 10 374 t                                            | 9440 / 10 575 t                                           |
| 3.) Hossz                                  | 196.96 m                                                     | 170.8 m                                                      | 182.8 m                            | 196.9 m                                                     | 186.9 m                                                    | 187 m                                                     |
| 4.) Szélesség:                             | 20.6 m                                                       | 17.8 m                                                       | 20.6 m                             | 20.6 m                                                      | 17.5 m                                                     | 18.9 m                                                    |
| 5.) Övpáncél                               | 70 mm                                                        | 70 mm                                                        | 150 – 100 mm                       | 70 mm                                                       | 70 mm                                                      | 100 + 30 mm                                               |
| 6.) Fedélzeti páncél:                      | 20 – 50 mm                                                   | 25 mm                                                        | 70 – 20 mm                         | 50 – 20 mm                                                  | 35 – 30 mm                                                 | 40 mm                                                     |
| 7.) Lövegtornyok páncélzata:               | 100 – 80 mm                                                  | 50 mm                                                        | 150 – 120 mm                       | 80 mm                                                       | 90 mm                                                      | 135 mm                                                    |
| 8.) Fő fegyverzet                          | 8 db 203 mm L/50 Ansaldo M1924 ágyú                          | 6 x 190 mm L/52 Odero-Terni ágyú                             | 8 x 203 mm L/53 Ansaldo M1927 ágyú | 8 x 203 mm L/53 Ansaldo M1929 ágyú                          | 8 x 152 mm L/53 OTO M1929 ágyú                             | 10 x 152 mm L/55 Ansaldo M1934 ágyú                       |
| 9.) Fő fegyverzet lövedékének tömege:      | 125.3 kg. majd 118 kg                                        | 91 kg                                                        | 125 kg                             | 125 kg                                                      | 50 kg, majd 47.5 kg                                        | páncéltörő (APC): 50 kg, repeszromboló (HE): 44.4 kg      |
| 10.) Fő fegyverzet oldalsortüzének tömege: | 1002.4 kg, majd 944 kg                                       | 546 kg                                                       | 1000 kg                            | 1000 kg                                                     | 400 kg, majd 380 kg                                        | 500 kg                                                    |
| 11.) Másodlagos fegyverzet:                | 16 db 100 mm L/47 OTO M1924 ágyú, 8 x 533 mm torpedóvető cső | 6 x 102 mm L/45 Odero-Terni ágyú, 6 x 533 mm torpedóvető cső | 16 x 100 mm L/47 OTO M1928 ágyú    | 16 x 100 mm L/47 OTO M1928 ágyú, 8 x 533 mm torpedó vetőcső | 6 x 100 mm L/47 OTO M1928 ágyú, 6 x 533 mm torpedó vetőcső | 8 x 100 mm L/47 OTO M1928 áyú, 6 x 533 mm torpedó vetőcső |
| 12.) Hajtómű teljesítménye:                | 150 000 LE                                                   | 85 000 LE                                                    | 95 000 LE                          | 150 000 LE                                                  | 110 000 LE                                                 | 100 000 LE                                                |
| 13.) Sebesség:                             | 35.65 csomó                                                  | 32 csomó                                                     | 32 csomó                           | 36 csomó                                                    | 36.5 csomó                                                 | 34 csomó                                                  |
| 14.) Hatótáv:                              | 4160 tengeri mérföld / 16 csomó                              | 8030 tengeri mérföld / 14 csomó                              | 5230 tengeri mérföld / 16 csomó    | 4432 tengeri mérföld / 16 csomó                             | 3900 tengeri mérföld / 14 csomó                            | 4125 tengeri mérföld / 17 csomó                           |

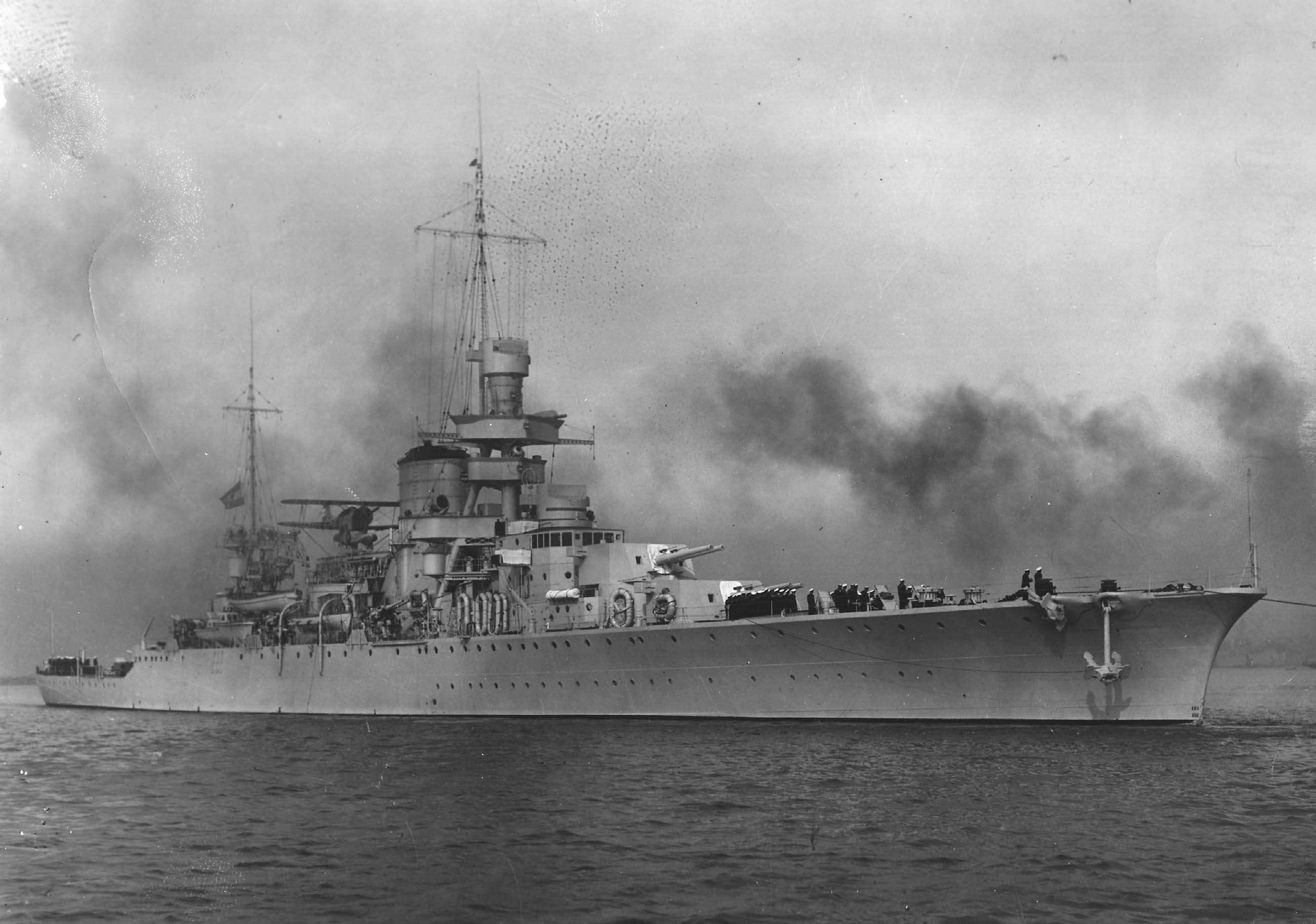
Az argentín Veinticinco de Mayo osztályú ARA Almirante Brown nehézcirkáló 1949-ben.
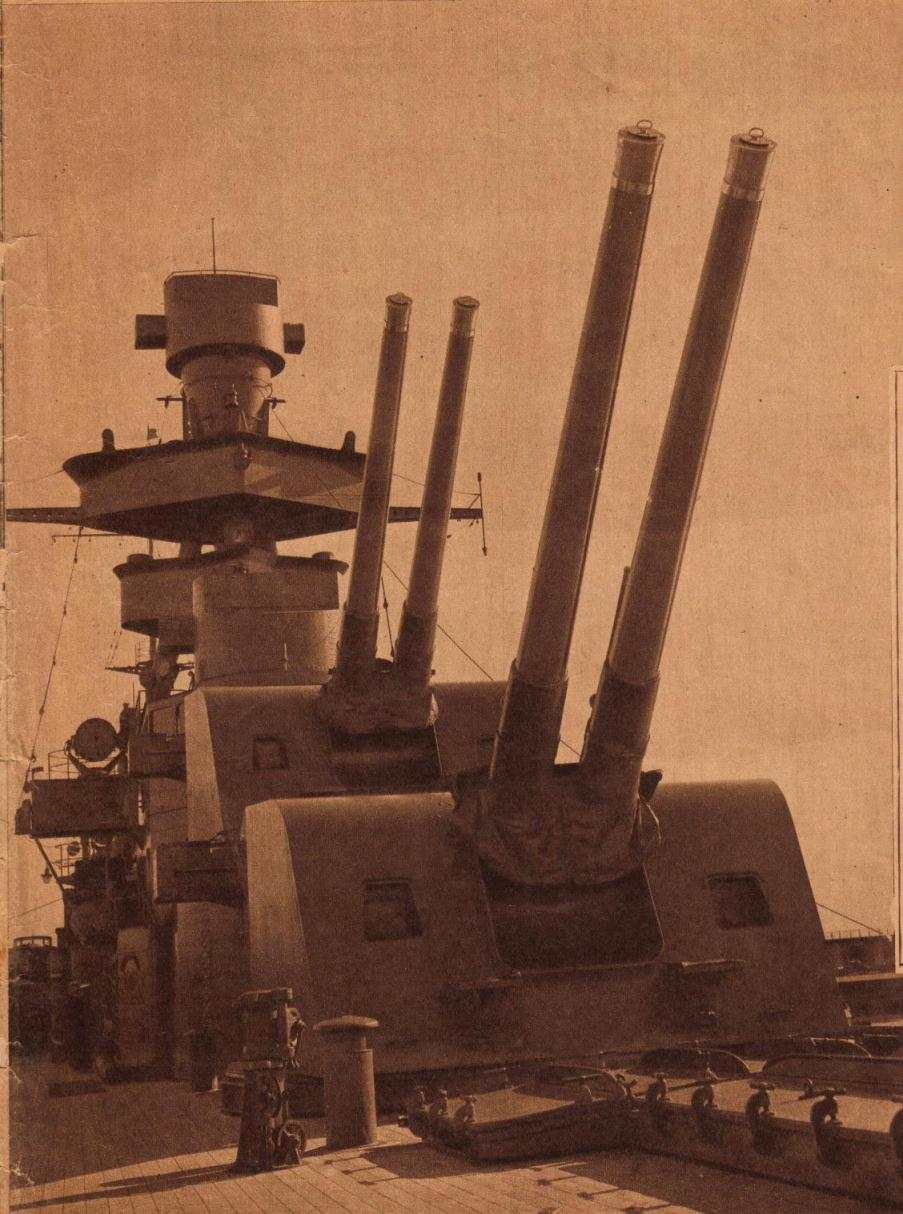
Az argentín ARA Almirante Brown nehézcirkáló első 190 mm-es fő lövegtornyai maximális csőemelkedésnél 1934-ben.
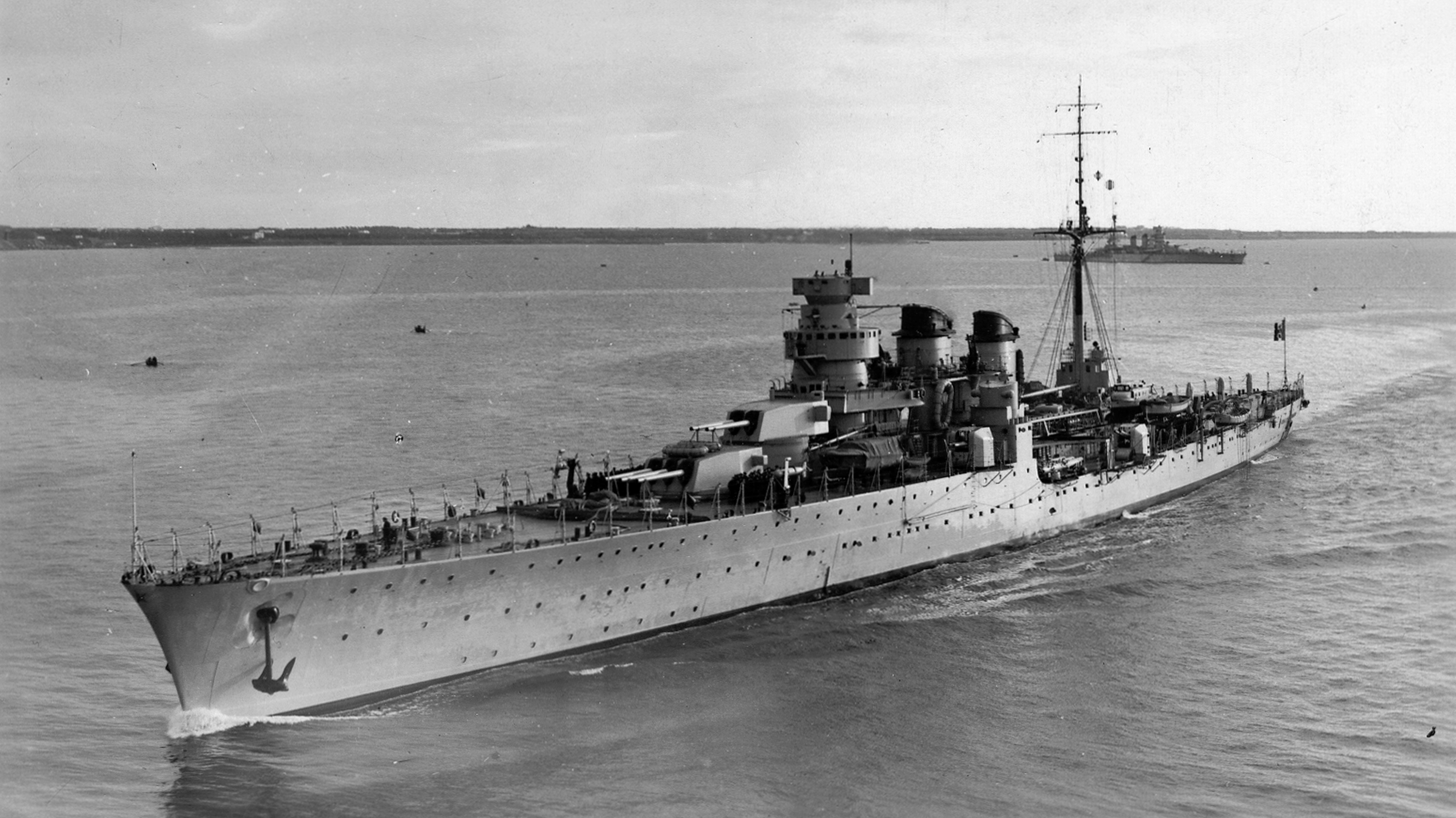
A Duca degli Abruzzi osztályú Giuseppe Garibaldi olasz könnyűcirkáló 1938-ban, a háttérben egy Conte di Cavour osztályú csatahajó látható.

### A Trento osztály összehasonlítása más haditengerészetek egyes korai nehézcirkáló típusaival
A Trento osztály hajóit a francia, a brit, az amerikai és a japán haditengerészetekben szolgáló első generációs nehézcirkálókkal összehasonlítva megállapíthatjuk, hogy elkészültükkor megfelelő harcértékű egységeknek számítottak. Hajtóműveik teljesítménye a legnagyobb volt, sebességük kielégítő, a hajótest páncélzata viszonylag jó, a lövegtornyoké pedig messze felülmúlta a riválisokét. Még pozitívabb a kép, ha a potenciális ellenségeknek tekintett francia és brit nehézcirkálók jellemzőit vetjük össze a Trento osztály adataival. Az olasz egységek fő fegyverzete nagyjából egyenértékű a francia Duquesne, Suffren osztályok, valamint a brit County osztály nehézcirkálóiéval, vértezetük jelentősen erősebb azokénál. A későbbi brit HMS York és HMS Exeter páncélzata sokat javult a County osztályhoz képest, de csak hat 203 mm-es lövegből álló fő fegyverzetet hordoztak, övvértjük 6 mm-rel vastagabb a Trento típusénál. Az első generációs nehézcirkálók közül csak az amerikai Pensacola, Northampton és Portland osztályok egységei képviseltek nagyobb valós harcértéket a Trento-nál és a Trieste-nél. Az olyan kiváló második generációs nehézcirkálók megjelenése azonban, mint az olasz Zara osztály, a francia Algérie, az amerikai New Orleans osztály, japán Myoko és Takao osztályok az 1930-as évek derekára gyorsan elavulttá tették a Trento osztály egységeit. Az 1930-as évek második felében hadrendbe állított francia La Galissonnièr, brit Southampton, Gloucester, Edinburgh, amerikai Brooklyn és St. Louis osztályú nagy méretű könnyűcirkálók valós harcértékben szintén megközelítették, vagy pedig egyértelműen felülmúlták a Trento típust.
|                                           | Trento osztály (2 egység)                                    | Duquesne osztály (2 egység)                                | Suffren osztály (4 egység)                                 | County osztály, Kent alosztály (7 egység)   | HMS Exeter                                  | Pensacola osztály (2 egység)                           | Northampton osztály (6 egység)                         | Aoba osztály (2 egység)                                    |
| ----------------------------------------- | ------------------------------------------------------------ | ---------------------------------------------------------- | ---------------------------------------------------------- | ------------------------------------------- | ------------------------------------------- | ------------------------------------------------------ | ------------------------------------------------------ | ---------------------------------------------------------- |
| 1.) Vízkiszorítás: (sztenderd/maximális): | 10 344 / 13 334 t                                            | 10 000 / 12 200 t                                          | 10 000 / 12 928 t                                          | 10 900 / 14 910 t                           | 8390 / 10 490 t                             | 9097 / 11 512                                          | 9200 / 11 420 t                                        | 7100 / 9820 t                                              |
| 2.) Hossz:                                | 196.96 m                                                     | 191 m                                                      | 196 m                                                      | 192.9 m                                     | 175.3 m                                     | 178.5 m                                                | 183 m                                                  | 185.2 m                                                    |
| 3.) Szélesség:                            | 20.6 m                                                       | 19 m                                                       | 20 m                                                       | 20.8 m                                      | 17.7 m                                      | 19.9 m                                                 | 20.1 m                                                 | 15.8 m                                                     |
| 4.) Övpáncél:                             | 70 mm                                                        | nincs                                                      | 50 mm                                                      | 25 mm                                       | 76 mm                                       | 64 – 102 mm                                            | 76 – 95 mm                                             | 76 mm                                                      |
| 5.) Fedélzeti páncélzat.                  | 20 – 50 mm                                                   | 22 – 24 mm                                                 | 25 mm                                                      | 25 – 38 mm                                  | 25 – 38 mm                                  | 25 – 45 mm                                             | 25 – 51 mm                                             | 35 mm                                                      |
| 6.) Lövegtorony páncélzata:               | 100 – 80 mm                                                  | 30 mm                                                      | 30 mm                                                      | 25 mm                                       | 25 mm                                       | 19 – 64 mm                                             | 19 – 64 mm                                             | 25 mm                                                      |
| 7.) Fő fegyverzet:                        | 8 db 203 mm L/50 Ansaldo Model 1924 ágyú                     | 8 x 203 mm L/50 M1924 ágyú                                 | 8 x 203 mm L/50 M1924 ágyú                                 | 8 x 203 mm L/50 Mk VIII ágyú                | 6 x 203 mm L/50 Mk VIII ágyú                | 10 x 203 mm L/55 Mk 9 ágyú                             | 9 x 203 mm L/55 Mk 9 ágyú                              | 6 x 200 mm L/50 3-shiki 1 GO ágyú                          |
| 8.) Fő fegyverzet lövedékének tömege:     | 125.3 kg. majd 118 kg                                        | páncéltörő (APC): 134 kg, repeszromboló (HE): 123 kg       | páncéltörő (APC): 134 kg, repeszromboló (HE): 123 kg       | 116 kg                                      | 116 kg                                      | 118 kg                                                 | 118 kg                                                 | 110 kg                                                     |
| 9.) Fő fegyverzet oldalsortüzének tömege: | 1002.4 kg, majd 944 kg                                       | 1072 kg (APC), 984 kg (HE)                                 | 1072 kg (APC), 984 kg (HE)                                 | 928 kg                                      | 696 kg                                      | 1180 kg                                                | 1062 kg                                                | 660 kg                                                     |
| 10.) Másodlagos fegyverzet:               | 16 db 100 mm L/47 OTO M1924 ágyú, 8 x 533 mm torpedóvető cső | 8 x 75 mm L/50, 8 x 37 mm L/50, 6 x 550 mm torpedóvető cső | 8 x 75 mm L/50, 8 x 37 mm L/50, 6 x 550 mm torpedóvető cső | 8 x 102 mm L/45, 8 x 533 mm torpedóvető cső | 8 x 102 mm L/45, 6 x 533 mm torpedóvető cső | 4 x 127 mm L/25 Mk 10 ágyú, 6 x 533 mm torpedóvető cső | 4 x 127 mm L/25 Mk 10 ágyú, 6 x 533 mm torpedóvető cső | 4 x 120 mm L/45 10-shiki ágyú, 12 x 610 mm torpedóvető cső |
| 11.) Hajtómű teljesítménye:               | 150 000 LE                                                   | 120 000 LE                                                 | 90 000 LE                                                  | 80 000 LE                                   | 80 000 LE                                   | 107 000 LE                                             | 107 000 LE                                             | 102 000 LE                                                 |
| 12.) Sebesség:                            | 35.65 csomó                                                  | 33.7 csomó                                                 | 32 csomó                                                   | 31.5 csomó                                  | 32 csomó                                    | 32.5 csomó                                             | 32.5 csomó                                             | 34.5 csomó                                                 |
| 13.) Hatótáv:                             | 4160 tengeri mérföld / 16 csomó                              | 4500 tengeri mérföld / 15 csomó                            | 4600 tengeri mérföld / 15 csomó                            | 13 300 tengeri mérföld / 12 csomó           | 10 000 tengeri mérföld / 14 csomó           | 10 000 tengeri mérföld / 15 csomó                      | 10 000 tengeri mérföld / 15 csomó                      | 6000 tengeri mérföld / 14 csomó                            |

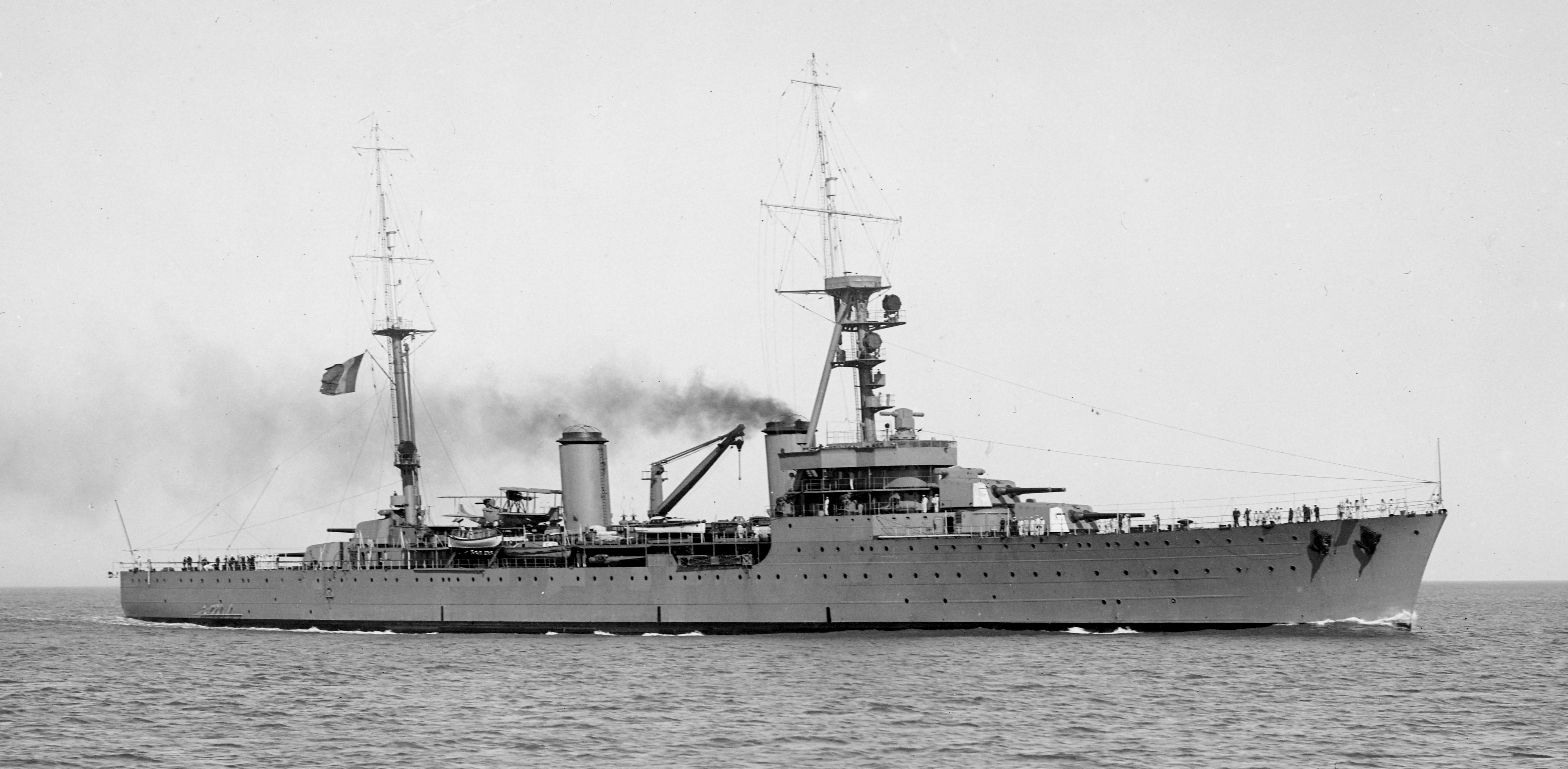
A Duquesne osztályú francia Tourville nehézcirkáló 1929-ben.
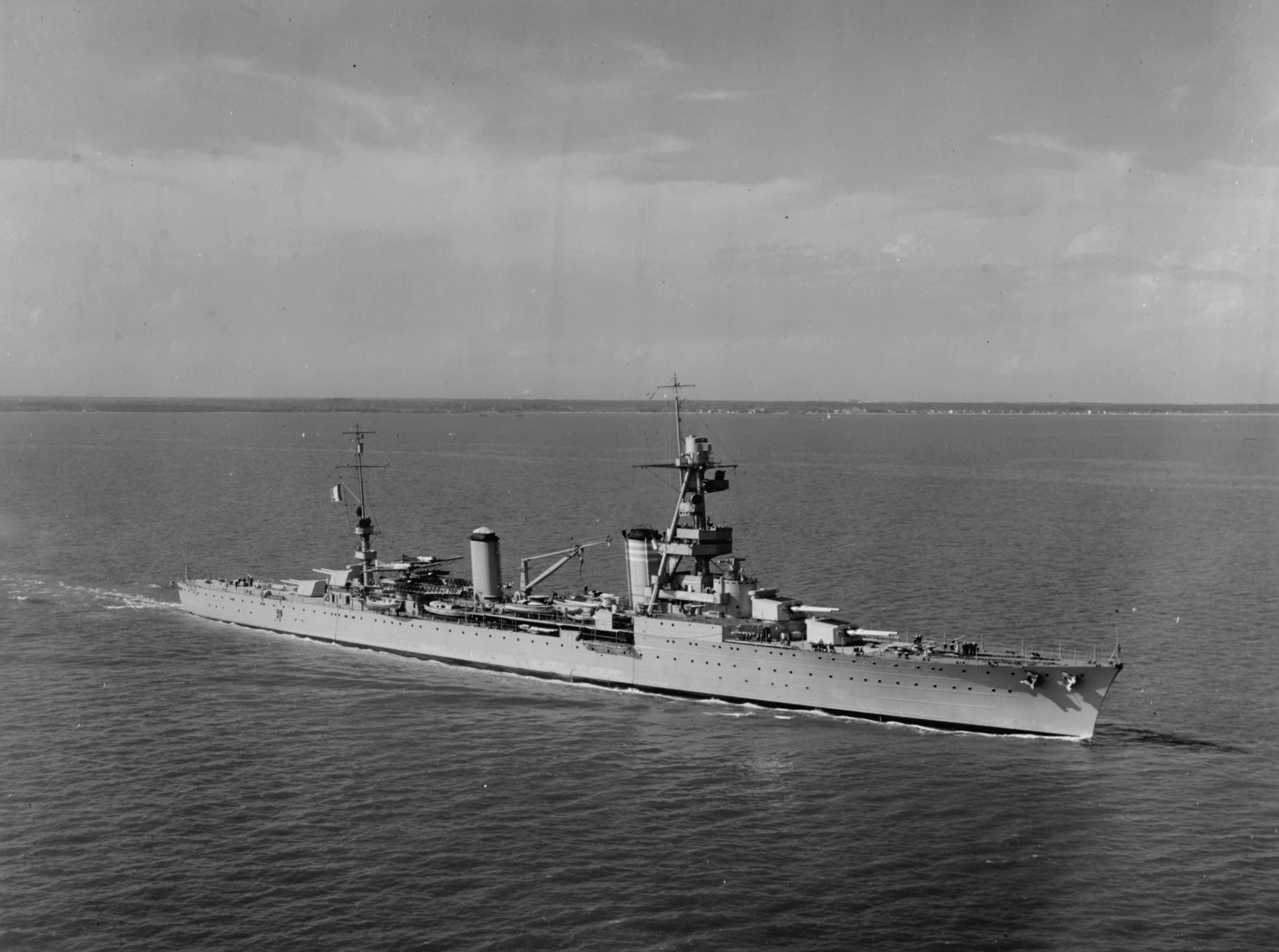
A Suffren osztályú francia Suffren nehézcirkáló 1931-ben.
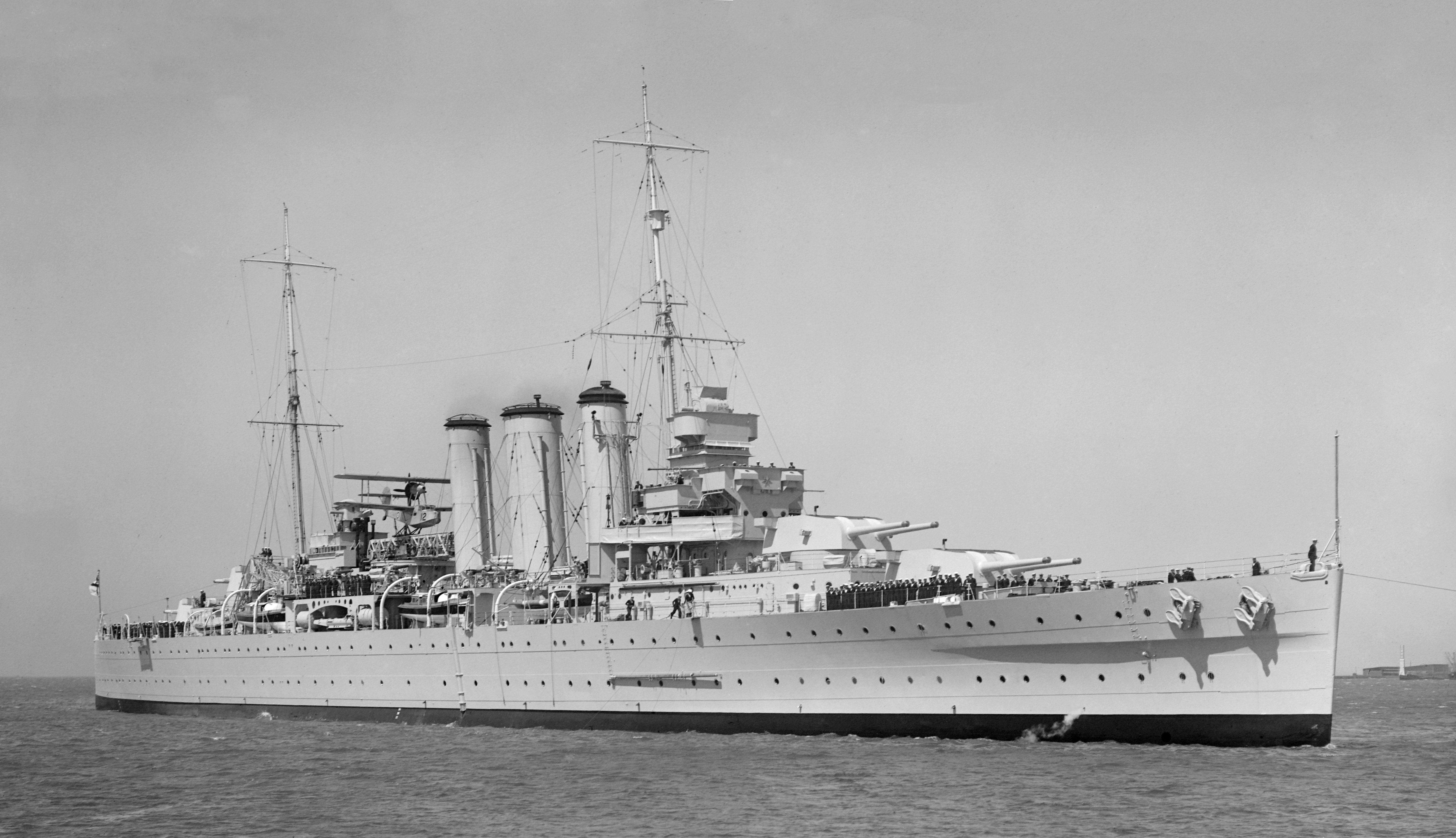
A brit County osztály Kent alosztályába tartozó HMAS Australia ausztrál nehézcirkáló 1937 októberében.
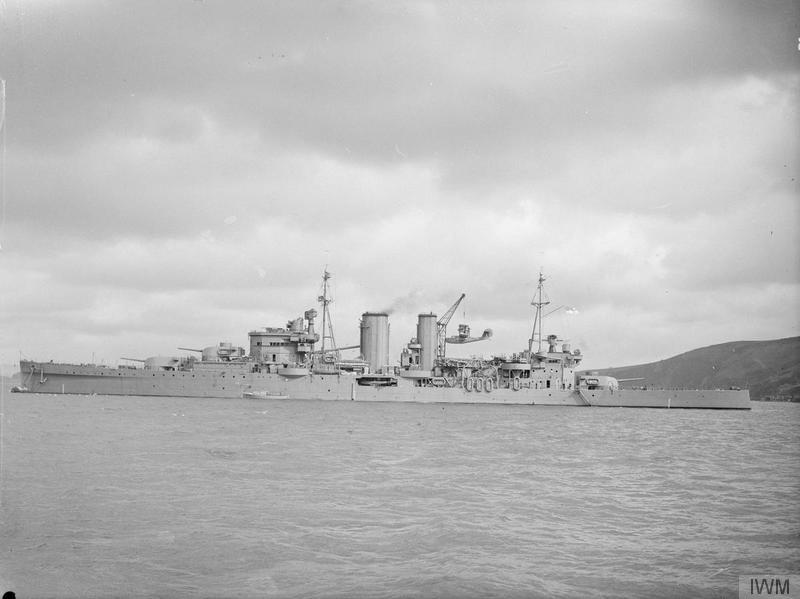
A brit HMS Exeter nehézcirkáló 1941 elején.
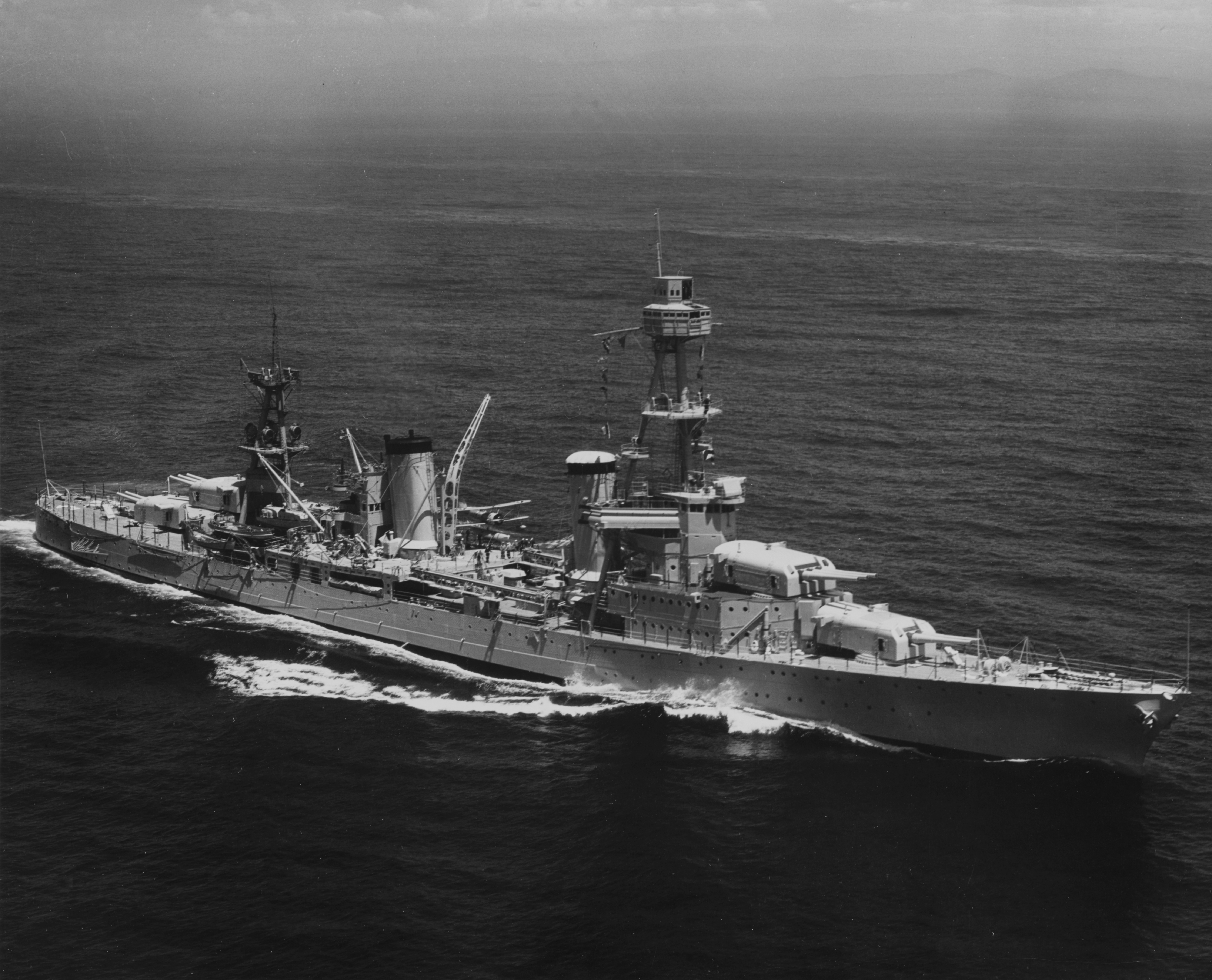
A Pensacola osztályú USS Pensacola (CA-24) amerikai nehézcirkáló 1935 szeptemberében.
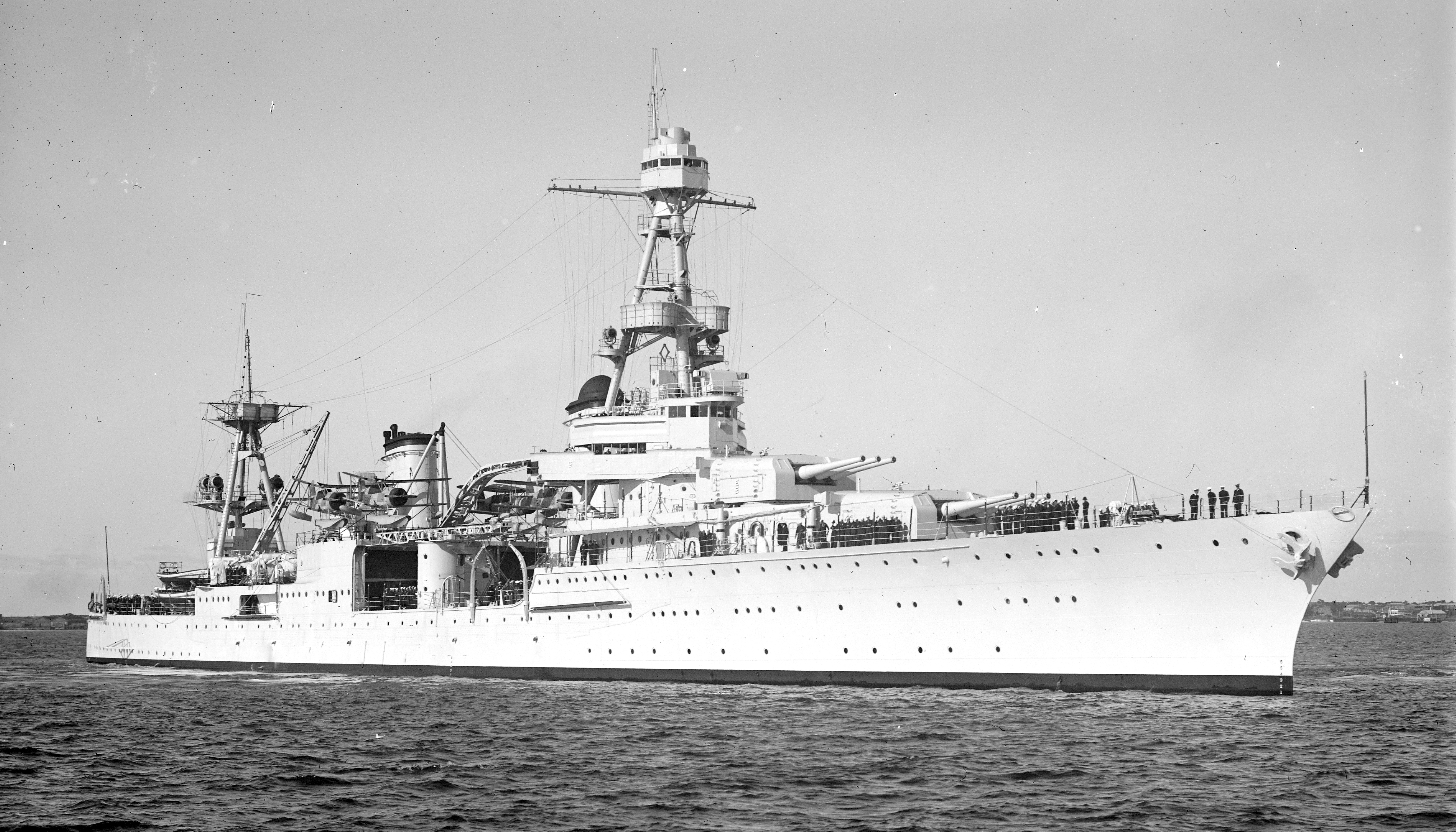
A Northampton osztályú USS Louisville (CA-28) amerikai nehézcirkáló 1938. február 2-án Ausztráliában.
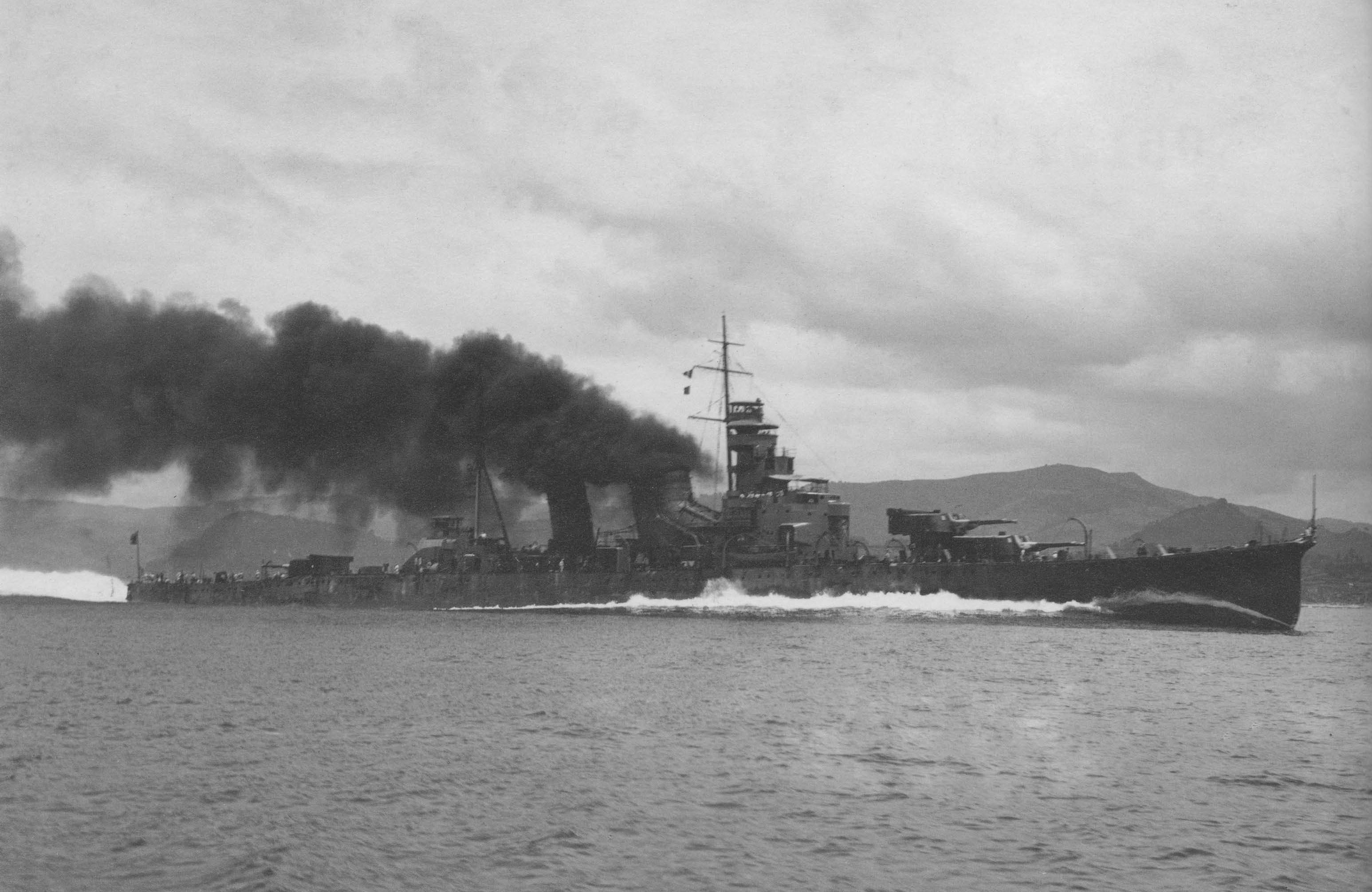
Az Aoba osztályú japán Aoba nehézcirkáló 1937-ben.

### A Trento osztály pályafutása
A Trento nehézcirkáló az Odero-Terni-Orlando (OTO) livornói hajógyárában készült, építése 1925. február 8-án vette kezdetét, 1927. október 4-én bocsátották vízre, a munkálatai 1929. április 3-án fejeződtek be. Testvérhajója, a Trieste névadó városában, Triesztben, a Stabilimento Tecnico Triestino (STT) cégnél épült 1925. június 22-től. Vízrebocsátására 1926. október 20-án, befejezésére 1928. december 21-én került sor. Az 1930-as években felváltva szolgáltak a cirkálóraj zászlóshajóiként. A II. világháború előtti időszakban a Trento több hosszabb külföldi utat tett, 1929. májusa és októbere között Dél-Amerikában tartózkodott, majs 1932. januárjától júniusáig Kínában védte az olasz állapogárokat és érdekeket a polgárháború alatt. Mindkét nehézcirkáló számos, az Olaszországba látogató államfők, mint Adolf Hitler és Horthy Miklós tiszteletére rendezett flottaszemle résztvevője volt. A Trieste 1938-ban a spanyol polgárháborúból hazatérő olasz önkéntes hadtest (Corpo Truppe Volontarie) hazaszállítását biztosította.
Olaszország II. világháborús hadbalépése után 1940. júniusától a Trento és a Trieste aktívan részt vett a Royal Navy elleni harcokban a Földközi-tenger térségében. Bevetették őket 1940. július 9-én a calabriai, 1940. november 27-én a spartivento-foki, majd az 1941. március 27-29-én vívott, katasztrofális olasz vereséggel zárult matapan-foki csatákban is. A Trento Calabriánál brit cirkálókkal bonyolódott ágyúpárbajba, de sérülést nem szenvedett. A spartivento-foki ütközetben a Trieste, vagy a Trento egy találatot ért el a brit HMS Berwick nehézcirkálón, a Trieste itt kisebb sérüléseket szenvedett az HMS Renown brit csatacirkálótól.
A Matapan-foknál, a II. világháború legnagyobb európai tengeri csatájában a Trieste, a Trento és a Bolzano nehézcirkálók az HMS Ajax, az HMS Gloucester, az HMS Orion és az ausztrál HMAS Perth könnyűcirkálókkal vívtak eredménytelen összecsapást, egyik fél sem ért el találatot. Az ütközet súlyos olasz vereséggel végződött, a Vittorio Veneto csatahajó megrongálódott, a Zara, a Pola, a Fiume nehézcirkálók, az Alfieri és a Carducci rombolók pedig elsüllyedtek. A Trieste nehézcirkálót 1941. novemberében 21-én, miközben a Duca degli Abruzzi könnyűcirkáló társaságában konvojkísérő feladatokat látott el, megtorpedózta az HMS Utmost tengeralattjáró, javítása csaknem egy évig tartott. A Trento részt vett az 1941. december 17-én első és 1942. március 22-én a második sirte-i csatákban, az utóbbiban a Gorizia nehézcirkáló, a Giovanni delle Bande Nere könnyűcirkáló és négy romboló kísértében súlyosan megrongált egy brit rombolót, az HMS Kingstont. Mind a Trento, mind a Trieste gyakran vett részt konvojkísérő feladatok ellátásában Észak-Afrika felé, valamint a Mátára tartó a brit és szövetséges hajózás támadásában. 1942. június 15-én a Harpoon nevű brit konvoj elleni hadművelet során a Trento előbb egy torpedótalálatot szenvedett egy brit Bristol Beaufighter bombázótól, majd négy órával később az HMS Umbra tengeralattjáró is megtorpedózta. Ennek következtében a nehézcirkáló első lőszerraktára felrobbant, a hajó percek leforgása alatt elsüllyedt, az akkor 1151 fős legénységéből 570 fő hősi halált halt.

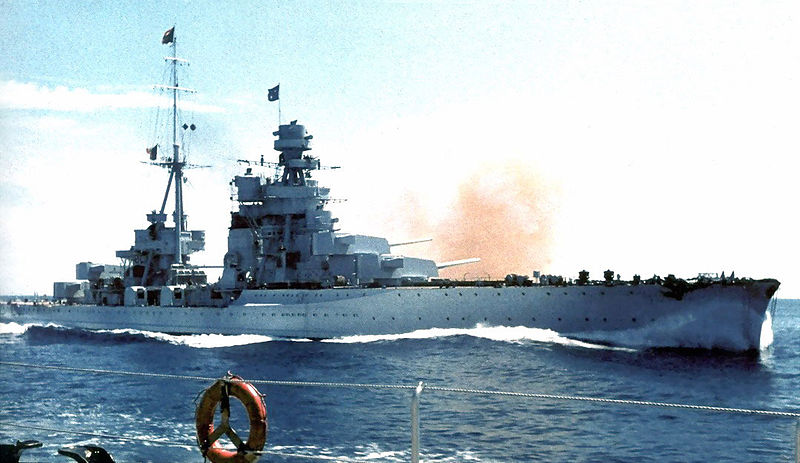
A Trento osztály utóda a Zara osztály. Ennek egységei már kiváló páncélzattal rendelkeztek, szemben az előddel. A képen a Zara látható az 1938. májusi nápolyi flottaszemlén.
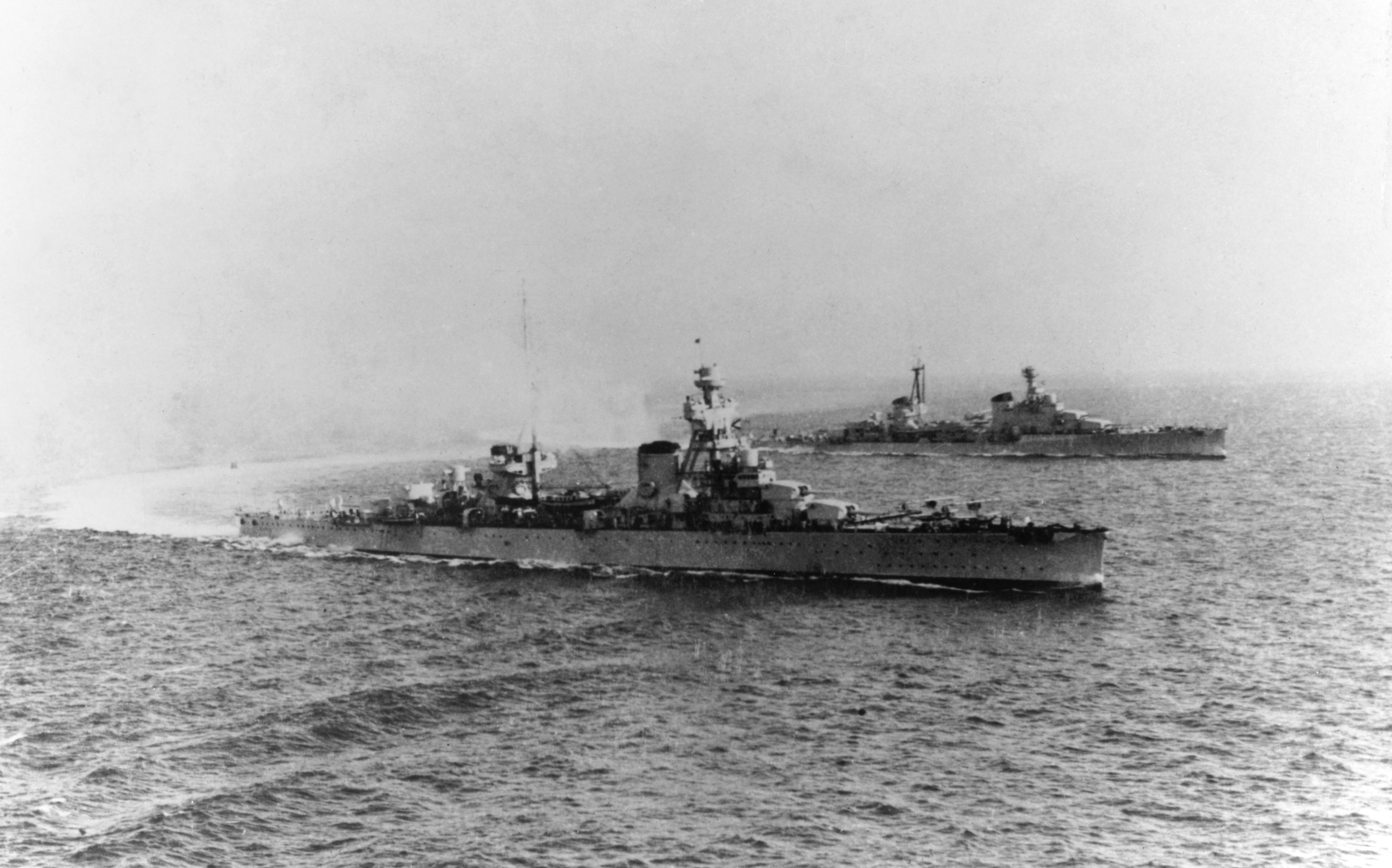
A Trento és a kép háttérben látható Bolzano olasz nehézcirkálók a Trieste társaságában egy köteléket alkotva küzdöttek a brit könnyűcirkálók ellen a matapan-foki csatában.
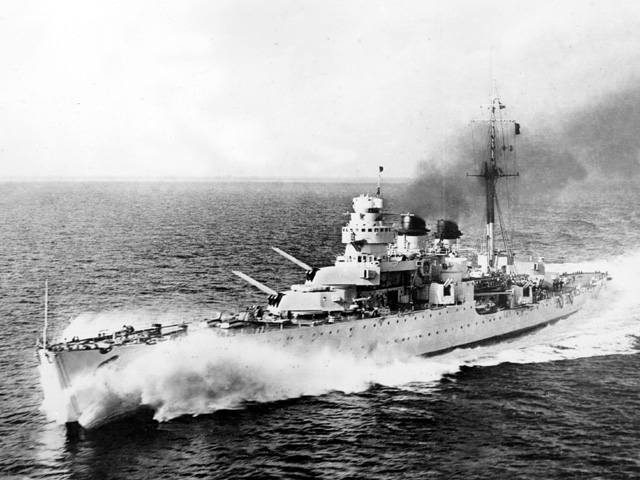
A Duca Degli Abruzzi osztályú olasz Luigi di Savoia Duca Degli Abruzzi nagy méretű könnyűcirkáló.
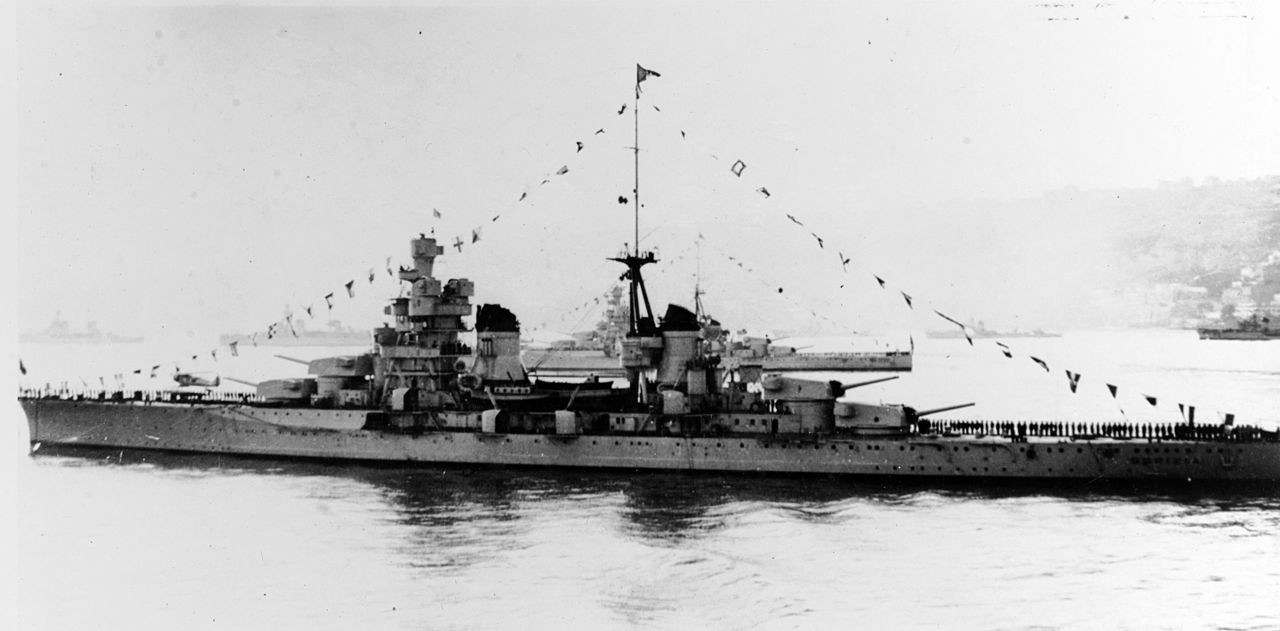
A Zara osztályú olasz Gorizia nehézcirkáló 1938-ban.
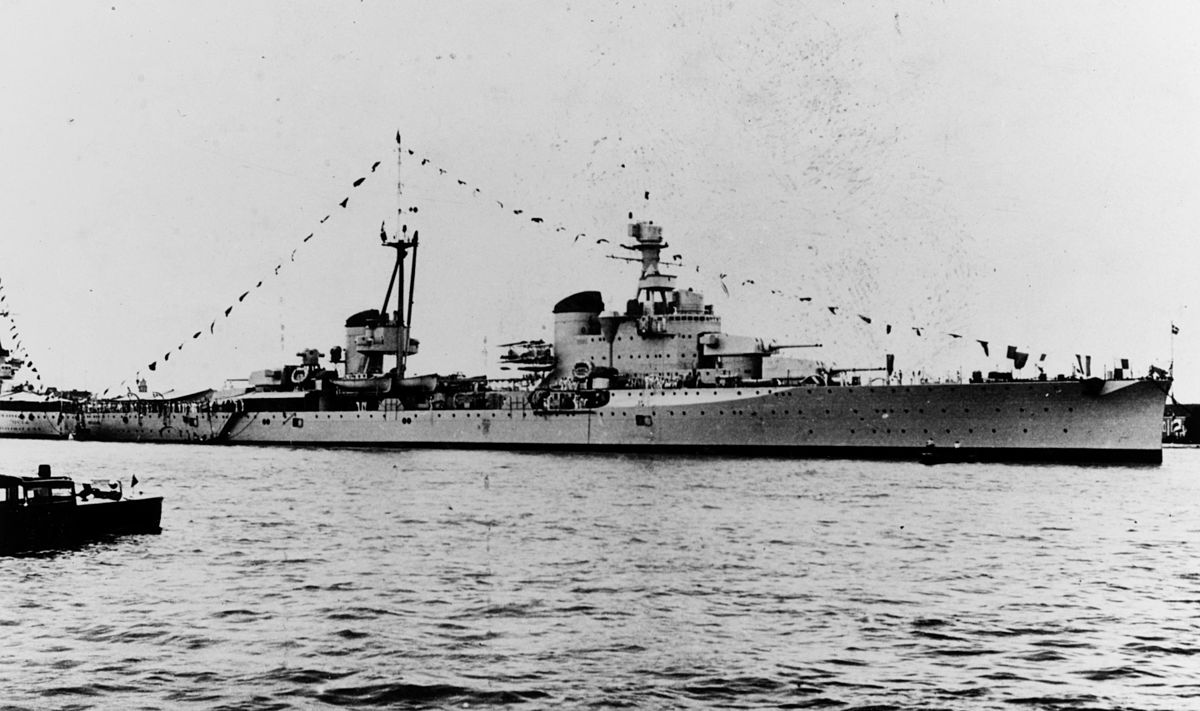
A Bolzano olasz nehézcirkáló. 1942 nyarától a Trieste, a Gorizia és a Bolzano nehézcirkálók alkották az újjászervezett III. Cirkálórajt (III Divisione incrociatori) .

A Trieste javítása után 1942 augusztusában tért vissza a szolgálatba. Harcba vetését azonban a brit tengeralattjárók és a szövetséges légierő jelentette fokozott veszély hátráltatta. Az utolsó megmaradt olasz nehézcirkálók, a Trieste, a Gorizia és a Bolzano alkották ekkor az újjászervezett III. Cirkálórajt (III Divisione incrociatori). 1943. április 10-én a Trieste a szardíniai La Maddalena kikötőjében amerikai B-24 Liberator nehézbombázók légitámadásának áldozatául esett, a bombatalálatok következtében felborult, majd elsüllyedt, az emberveszteség 66 halott és 66 sebesült volt. Kiemelési munkálatai 1950-ben vették kezdetüket, felépítményeit előbb eltávolították, majd úszóképessé tették a hajótestet és La Speziába vontatták. A hajó vizsgálata során megállapítást nyert, hogy elsüllyedése után az üzemanyagtartályaiból szivárgó olaj elöntötte a gépházakat, így a hajógépeket jó állapotban konzerválta. a spanyol haditengerészet 1952-ben megvásárolta a Trieste nehézcirkálót, és a spanyolországi Ferrol kikötőjébe vontatta, azzal a szándékkal, hogy könnyű repülőgép-hordozóvá építsék át. azonban a terv elszabaduló költségei a projekt törléséhez vezettek 1956-ban. a hajótestet végül 1959-ben szétbontották.

## Fordítás
- Ez a szócikk részben vagy egészben  a   Trento-class cruiser című angol Wikipédia-szócikk fordításán alapul.  Az eredeti cikk szerkesztőit annak laptörténete sorolja fel. Ez a jelzés csupán a megfogalmazás eredetét és a szerzői jogokat jelzi, nem szolgál a cikkben szereplő információk forrásmegjelöléseként.